# Marigny-le-Châtel
Pour les articles homonymes, voir Marigny et Chatel.
Marigny-le-Châtel est une commune française, située dans le département de l'Aube en région Grand Est.

## Géographie

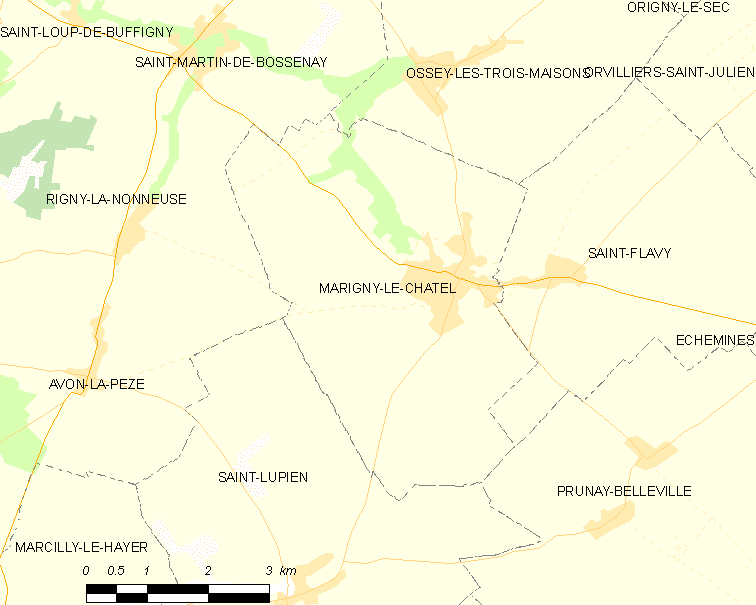
Plan de Marigny-le-Châtel.

Marigny-le-Châtel est une commune qui se situe dans l'Aube, en Champagne crayeuse, sur la vallée de l'Ardusson.

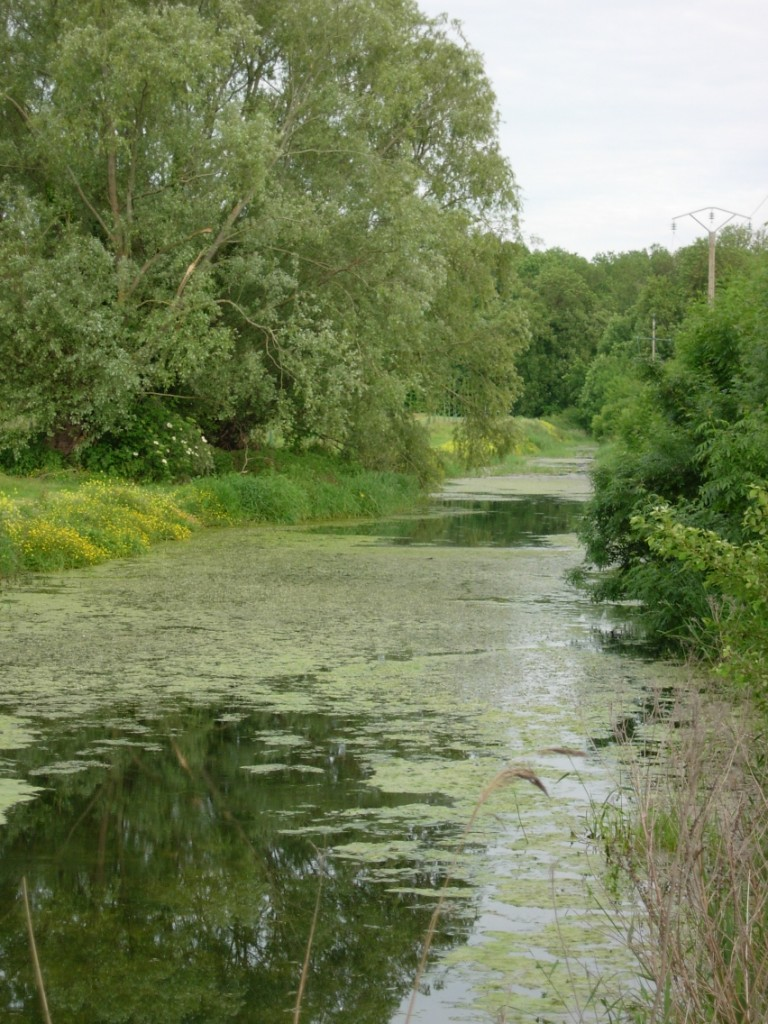
L'Ardusson à Marigny-le-Châtel.
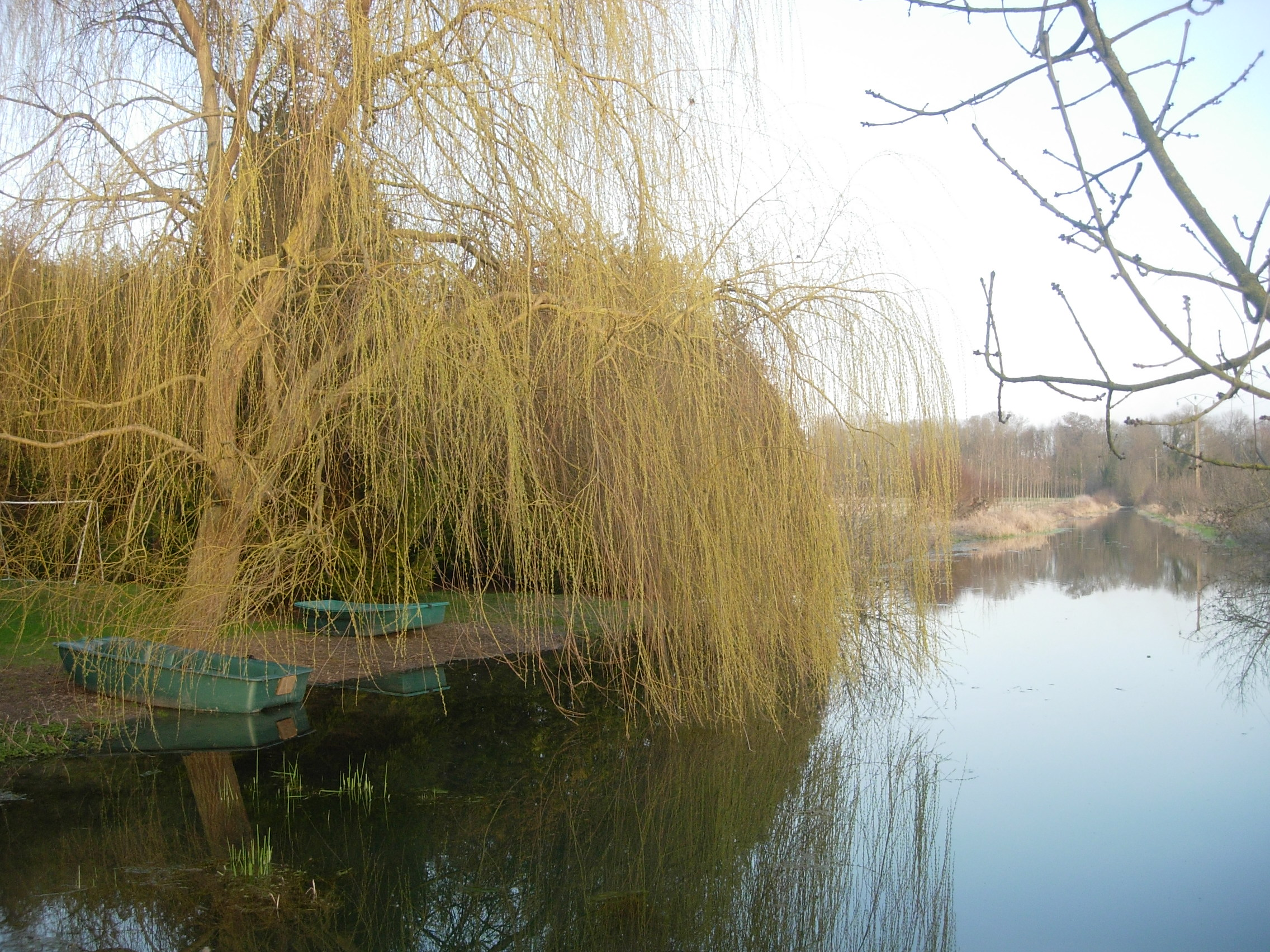
L'Ardusson à Marigny-le-Châtel en hiver.

Une photographie aérienne montre bien les tracés des cours d'eau de la plaine de Marigny. Le quadrilatère correspond à la vieille cité médiévale et à ses anciens fossés.

### Hydrographie

#### Réseau hydrographique
La commune est dans la région hydrographique « la Seine de sa source au confluent de l'Oise (exclu) » au sein du bassin Seine-Normandie. Elle est drainée par l'Ardusson, le Fossé 01 des Roises, le Fossé 01 des Trous à Beaulieu et divers autres petits cours d'eau,.
L'Ardusson, d'une longueur de 28 km, prend sa source dans la commune de Saint-Flavy et se jette  dans la Seine à Nogent-sur-Seine, après avoir traversé neuf communes.

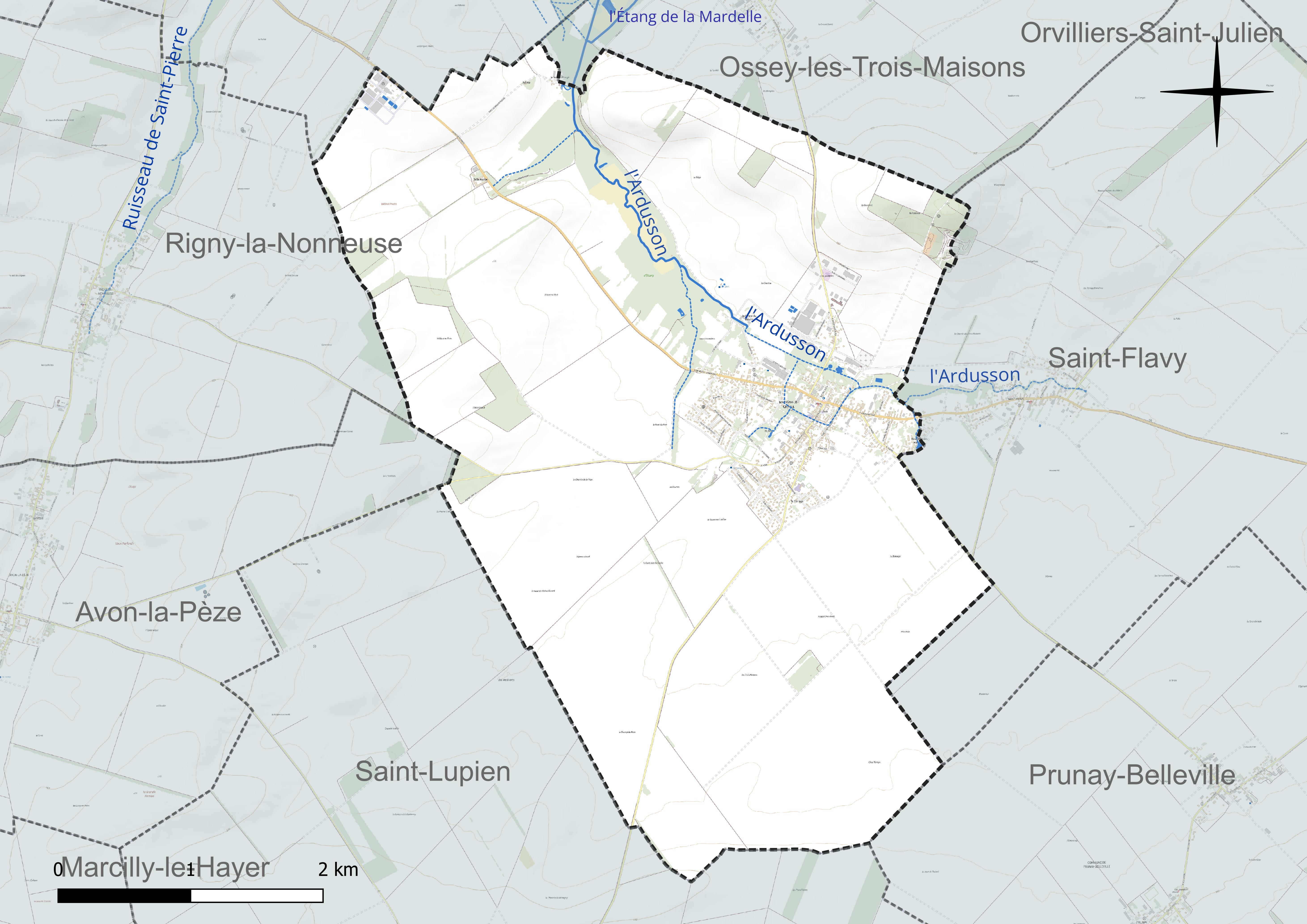
Réseau hydrographique de Marigny-le-Châtel.

#### Gestion et qualité des eaux
Le territoire communal est couvert par le schéma d'aménagement et de gestion des eaux (SAGE) « Bassée Voulzie ». Ce document de planification concerne le territoire du bassin versant de l'Armançon qui s’étend sur 1 710 km2 et se répartit sur trois départements (l'Aube, l'Yonne et la Marne). Le périmètre a été arrêté le 2 septembre 2016, le diagnostic a été validé le 29 novembre 2022. La structure porteuse de l'élaboration et de la mise en œuvre est le Syndicat mixte ouvert de l’eau potable, de l’assainissement collectif, de l’assainissement non collectif, des milieux aquatiques et de la démoustication (SDDEA), dont le siège est à Troyes.
La qualité des cours d’eau peut être consultée sur un site dédié géré par les agences de l’eau et l’Agence française pour la biodiversité.

### Climat
Pour des articles plus généraux, voir Climat du Grand Est et Climat de l'Aube.
En 2010, le climat de la commune est de type climat océanique dégradé des plaines du Centre et du Nord, selon une étude du Centre national de la recherche scientifique s'appuyant sur une série de données couvrant la période 1971-2000. En 2020, Météo-France publie une typologie des climats de la France métropolitaine dans laquelle la commune est exposée à un climat océanique altéré et est dans la région climatique Nord-est du bassin Parisien, caractérisée par un ensoleillement médiocre, une pluviométrie moyenne régulièrement répartie au cours de l’année et un hiver froid (3 °C).
Pour la période 1971-2000, la température annuelle moyenne est de 10,5 °C, avec une amplitude thermique annuelle de 15,9 °C. Le cumul annuel moyen de précipitations est de 706 mm, avec 11,8 jours de précipitations en janvier et 7,7 jours en juillet. Pour la période 1991-2020, la température moyenne annuelle observée sur la station météorologique de Météo-France la plus proche, « Romilly », sur la commune de Romilly-sur-Seine à 13 km à vol d'oiseau, est de 11,2 °C et le cumul annuel moyen de précipitations est de 619,5 mm. 
La température maximale relevée sur cette station est de 42,3 °C, atteinte le 25 juillet 2019 ; la température minimale est de −25,2 °C, atteinte le 6 janvier 1971,,.
Les paramètres climatiques de la commune ont été estimés pour le milieu du siècle (2041-2070) selon différents scénarios d'émission de gaz à effet de serre à partir des nouvelles projections climatiques de référence DRIAS-2020. Ils sont consultables sur un site dédié publié par Météo-France en novembre 2022.

## Urbanisme

### Typologie
Au 1er janvier 2024, Marigny-le-Châtel est catégorisée bourg rural, selon la nouvelle grille communale de densité à 7 niveaux définie par l'Insee en 2022.
Elle appartient à l'unité urbaine de Marigny-le-Châtel, une agglomération intra-départementale dont elle est ville-centre,. Par ailleurs la commune fait partie de l'aire d'attraction de Troyes, dont elle est une commune de la couronne,. Cette aire, qui regroupe 209 communes, est catégorisée dans les aires de 200 000 à moins de 700 000 habitants,.

### Occupation des sols
L'occupation des sols de la commune, telle qu'elle ressort de la base de données européenne d’occupation biophysique des sols Corine Land Cover (CLC), est marquée par l'importance des territoires agricoles (88,2 % en 2018), en diminution par rapport à 1990 (89,9 %). La répartition détaillée en 2018 est la suivante : 
terres arables (88,2 %), zones urbanisées (7,6 %), forêts (4,2 %). L'évolution de l’occupation des sols de la commune et de ses infrastructures peut être observée sur les différentes représentations cartographiques du territoire : la carte de Cassini (XVIIIe siècle), la carte d'état-major (1820-1866) et les cartes ou photos aériennes de l'IGN pour la période actuelle (1950 à aujourd'hui).

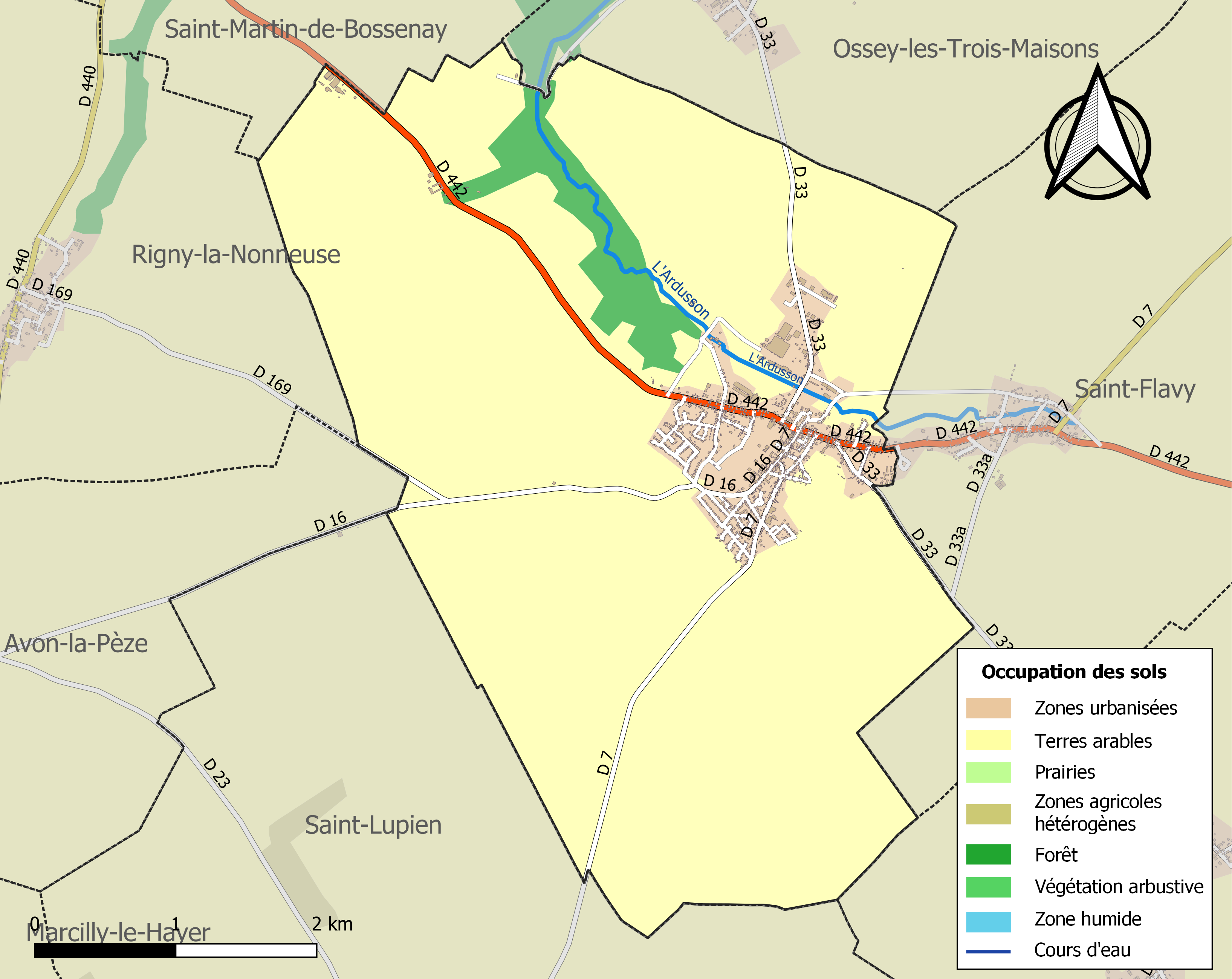
Carte des infrastructures et de l'occupation des sols de la commune en 2018 (CLC).

## Communes limitrophes
Le village de Marigny-le-Châtel est entouré de sept communes :
Les communes d'Avon-la-Pèze, Prunay-Belleville, Rigny-la-Nonneuse, Saint-Flavy et Saint-Lupien font partie du canton de Marcilly-le-Hayer tout comme Marigny. Les communes de Saint-Martin-de-Bossenay et Ossey-les-Trois-Maisons font partie du canton de Romilly-sur-Seine-1.

## Toponymie
Les mentions les plus anciennes de la localité sont : Mariniaco mentionné lors la création par Alcuin de l'Hôpital de Pont-sur-Seine en 804, Marigniacum 1147, Marigneium 1161, Marigni 1175, Mareigniacum 1181-1186, Marrineium 1188, Marrigneium 1189, Mariniacum 1191, Maregniacum  1198, Marignyacum 1207, … domus leprosum de Marigniaco  1238, Marigny v. 1757, v. 1855.
Marigny, Mariniacus, dériverait soit de Marinius, gentilice romain qui lui-même dérive du surnom Marinus, ou plus vraisemblablement du NP Matrinius dérivé de Matrius issu de Mater "Mère" + suff. -acum. Il signifierait "le Domaine de la Mère".

## Histoire

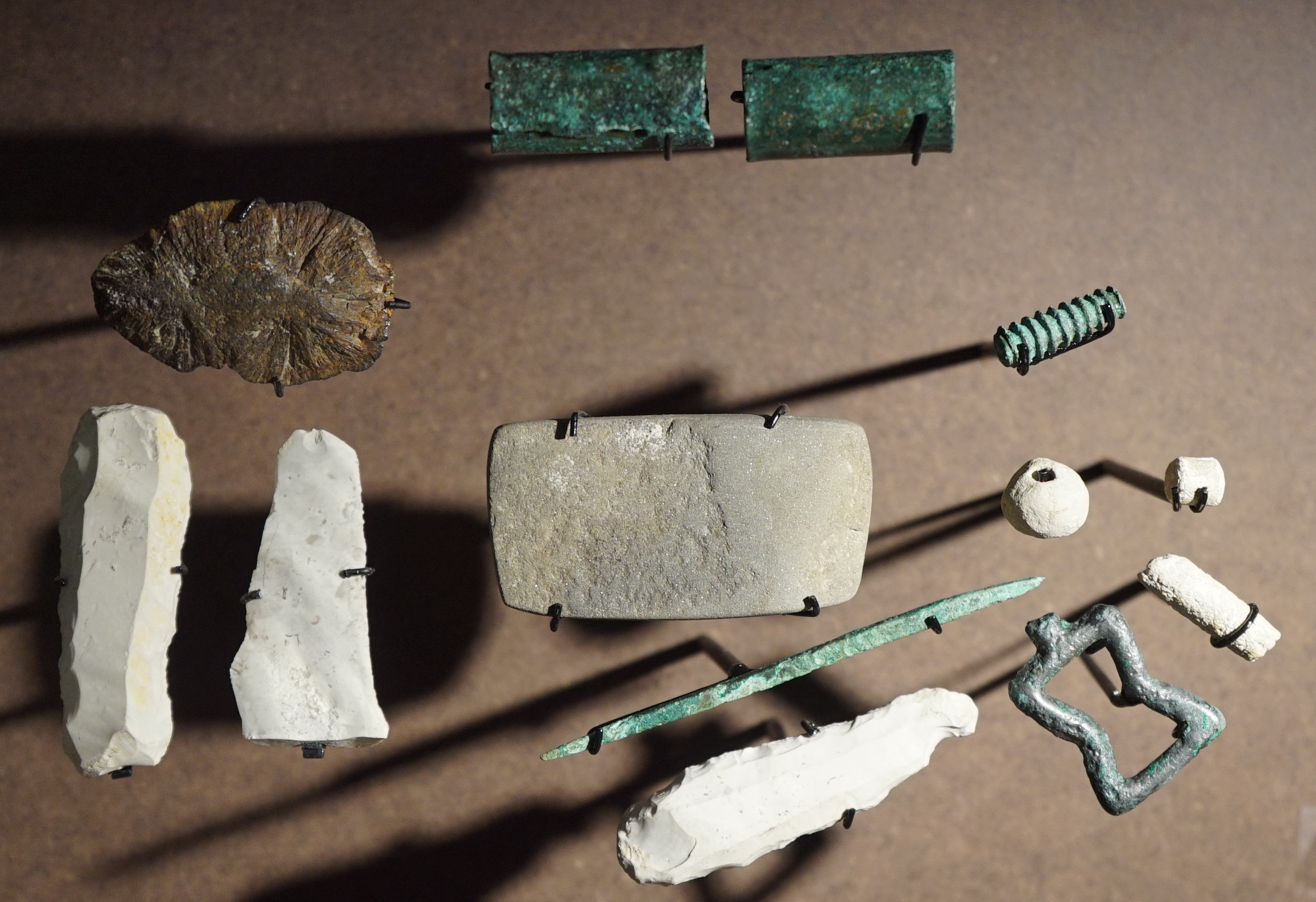
Lames, polissoir en silex en dépôt à la DRAC du Grand-Est.

L'occupation humaine est fort ancienne. Un polissoir du Néolithique était signalé au XIXe siècle sur le territoire de la commune. Il a disparu, comme beaucoup d'autres mégalithes de la région, débité en pierres de construction. Au nord du village, sur la rive gauche de l'Ardusson, deux petits tumuli préhistoriques (parfois désignés sous le nom de tombelles) ont été mis au jour au XIXe siècle. Depuis, pas moins d'une dizaine de sépultures protohistoriques ont été repérées lors de survols de la commune. De récentes fouilles, lors de l'agrandissement du lotissement du Rion, ont aussi révélé des secteurs d'habitation remontant à l'âge du fer. Au printemps 2014, une opération d'archéologie préventive de l'Inrap à l'occasion de la création d'un gazoduc a mis au jour une grande nécropole de l'âge du bronze remontant à environ 1350 av. J.-C..
La voie romaine de Sens à Châlons-en-Champagne, dite voie de Lannerey, traverse le village du sud-ouest au nord-est. Une autre voie romaine, de Troyes à Paris, passe d'est en ouest à la limite du finage de la commune, sur le territoire d'Ossey-les-Trois-Maisons. De l'époque romaine, deux bronzes ont été découverts au cours du XIXe siècle. L'un d'eux représente l'empereur Probus. Il est aujourd'hui conservé au musée de Troyes.
La plus ancienne mention du village remonte vers l'an 804. Le bourg est cité dans l'acte de la fondation de l'hôpital de Pont-sur-Seine.
À la fin du XIIe, l'église fut érigée en prieuré-cure de l'abbaye Saint-Loup de Troyes. L'abbaye du Paraclet et l'abbaye de Vauluisant possédaient des biens et prélevaient la dîme, ce qui n'était pas sans créer des conflits avec les religieux de Troyes.
Aux XIIe et XIIIe siècles, le château fort est la possession d'une branche cadette de la maison de Traînel issue de Garnier II de Traînel. C'est un fief important du comté de Champagne. Les comtes de Champagne Thibaud III et Thibaud V (aussi connu sous le nom de Thibaud II de Navarre) y ont séjourné. À la fin du XIIIe, Agnès de Traînel l'apporta à son mari, Pons de Thil. En 1430, le château fut pris par les troupes de Charles VII après une occupation des lieux par les partisans des Bourguignons.
Durant les guerres de Religion, Marigny est le théâtre de plusieurs combats. La ville est assiégée et pillée à plusieurs reprises entre 1576 et 1589. Les fortifications, déjà mises à mal durant la guerre de Cent Ans, subissent des dégradations irrémédiables.
En 1789, Marigny dépendait de l'intendance et de la généralité de Châlons-en-Champagne, élection de Troyes, et du bailliage de Sens, sauf le château qui était du bailliage de Troyes. Durant la Révolution française, le bourg fut un chef-lieu de canton. À la même époque, le village de Saint-Martin-de-Bossenay était un hameau de Marigny, tandis que Saint-Pierre-de-Bossenay, actuellement hameau de Saint-Martin, était rattaché à Rigny-la-Nonneuse.

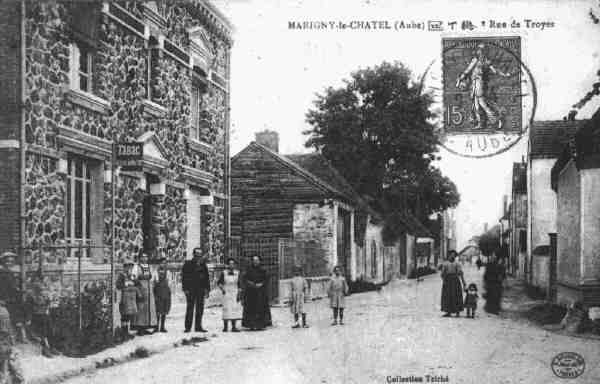
Rue Pasteur (années 1900).
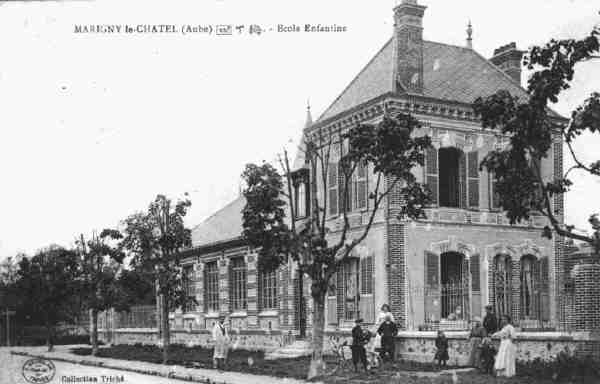
École (années 1900).
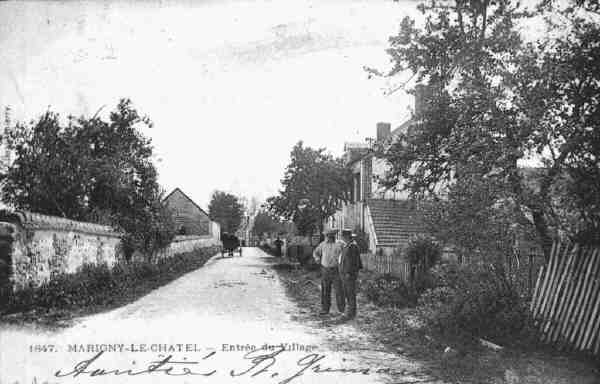
Entrée du village (années 1900).

## Démographie

### Évolution démographique
Ci-dessous, la démographie ancienne en feux
| 1665 | 1679  | 1682  | 1691  | 1696  | 1702  | 1710  | 1713 | 1715  |
| ---- | ----- | ----- | ----- | ----- | ----- | ----- | ---- | ----- |
| 67   | 53/42 | 53/44 | 66/47 | 51/37 | 48/40 | 50/43 | 48   | 46/40 |

| 1720  | 1725 | 1726 | 1731  | 1746  | 1750  | 1761  | 1765  | 1773 |
| ----- | ---- | ---- | ----- | ----- | ----- | ----- | ----- | ---- |
| 55/45 | 51   | 53   | 63/53 | 80/72 | 64/51 | 84/76 | 88/76 | 89   |

| 1789 | - | - | - | - | - | - | - | - |
| ---- | - | - | - | - | - | - | - | - |
| 95   | - | - | - | - | - | - | - | - |

Et l'évolution démographique contemporaine de Marigny-le-Châtel, classée par dates de recensement de 1793 à 2022 .

L'évolution du nombre d'habitants est connue à travers les recensements de la population effectués dans la commune depuis 1793. Pour les communes de moins de 10 000 habitants, une enquête de recensement portant sur toute la population est réalisée tous les cinq ans, les populations de référence des années intermédiaires étant quant à elles estimées par interpolation ou extrapolation. Pour la commune, le premier recensement exhaustif entrant dans le cadre du nouveau dispositif a été réalisé en 2008.

En 2022, la commune comptait 1 753 habitants, en évolution de +0,81 % par rapport à 2016 (Aube : +0,7 %, France hors Mayotte : +2,11 %).
| 1793 | 1800 | 1806 | 1821 | 1831 | 1836 | 1841 | 1846 | 1851 |
| ---- | ---- | ---- | ---- | ---- | ---- | ---- | ---- | ---- |
| 382  | 437  | 437  | 422  | 459  | 466  | 501  | 482  | 471  |

| 1856 | 1861 | 1866 | 1872 | 1876 | 1881 | 1886 | 1891 | 1896 |
| ---- | ---- | ---- | ---- | ---- | ---- | ---- | ---- | ---- |
| 487  | 523  | 530  | 536  | 550  | 583  | 595  | 603  | 698  |

| 1901 | 1906 | 1911 | 1921 | 1926  | 1931  | 1936  | 1946  | 1954  |
| ---- | ---- | ---- | ---- | ----- | ----- | ----- | ----- | ----- |
| 786  | 790  | 892  | 916  | 1 055 | 1 167 | 1 127 | 1 064 | 1 007 |

| 1962 | 1968  | 1975  | 1982  | 1990  | 1999  | 2006  | 2008  | 2013  |
| ---- | ----- | ----- | ----- | ----- | ----- | ----- | ----- | ----- |
| 988  | 1 029 | 1 095 | 1 311 | 1 540 | 1 518 | 1 549 | 1 558 | 1 716 |

| 2018  | 2022  | - | - | - | - | - | - | - |
| ----- | ----- | - | - | - | - | - | - | - |
| 1 766 | 1 753 | - | - | - | - | - | - | - |

### Pyramide des âges
En 2021, le taux de personnes d'un âge inférieur à 30 ans s'élève à 35,1 %, soit au-dessus de la moyenne départementale (35,0 %). À l'inverse, le taux de personnes d'âge supérieur à 60 ans est de 26,3 % la même année, alors qu'il est de 28,2 % au niveau départemental.
En 2021, la commune comptait 848 hommes pour 908 femmes, soit un taux de 51,71 % de femmes, légèrement supérieur au taux départemental (51,30 %).
Les pyramides des âges de la commune et du département s'établissent comme suit :
| Hommes | Classe d’âge | Femmes |
| ------ | ------------ | ------ |
| 0,2    | 90 ou +      | 1,0    |
| 5,7    | 75-89 ans    | 8,2    |
| 17,6   | 60-74 ans    | 19,7   |
| 17,7   | 45-59 ans    | 19,1   |
| 20,9   | 30-44 ans    | 19,7   |
| 14,9   | 15-29 ans    | 13,3   |
| 23,1   | 0-14 ans     | 19,0   |

| Hommes | Classe d’âge | Femmes |
| ------ | ------------ | ------ |
| 0,8    | 90 ou +      | 2,1    |
| 7,4    | 75-89 ans    | 10,2   |
| 17,4   | 60-74 ans    | 18,4   |
| 19,4   | 45-59 ans    | 19     |
| 17,8   | 30-44 ans    | 17,3   |
| 18,3   | 15-29 ans    | 15,9   |
| 19     | 0-14 ans     | 17,1   |

## Lieux et monuments

### Le château
Au Moyen Âge, Marigny avait un château fort. Un rôle des fiefs du comté de Champagne de 1190 dit qu'il figure au chapitre des grands fiefs. C'était donc une baronnie.
En 1416, les gens du duc de Bourgogne occupèrent la ville et le château. En 1430, assiégée et prise par les troupes de Charles VII, la forteresse fut très endommagée. Plusieurs documents conservés à la BnF ou aux archives de l'Aube, et cités dans Marigny-le-Château, mon village, font état du délabrement du monument au cours des siècles suivants. La construction a fini par disparaître avant la Révolution française. Les fossés qui entouraient le monument existent encore mais ils sont en partie comblés.

### La halle
Un marché se tenait déjà à Marigny en 1192. La halle qui abritait l'événement n'existait plus au XVIIIe siècle.

### L'hôpital
La maison-Dieu de Marigny existait déjà en 1219. On ne sait rien de son origine. Les bâtiments anciens ont disparu ainsi que la chapelle dédiée à sainte Anne. Un nouvel hôpital-hospice a été fondé en 1893 grâce à la donation faite à la commune par M. et Mme Picard-Vallot. L'hôpital cesse de fonctionner durant la guerre de 1914-1918. Les bâtiments abritent aujourd'hui l'école primaire. Il est également signalé à Marigny une maladrerie. Il subsiste un lieu-dit, le Pré aux Ladres, qui pourrait être l'emplacement de cet ancien établissement.

### L'église
L'église paroissiale, sous les vocables de saint Maurice (Maurice d'Agaune) et saint Pierre-ès-Liens (saint Pierre), date de la fin du XVe et du XVIe siècle. Comme beaucoup d'églises érigées à la même époque, elle a un aspect plutôt étriqué par rapport aux constructions flamboyantes de la région. Cette pauvre apparence est accentuée par les nombreux outrages subis au cours des guerres des XVe et XVIe siècles. Il n'en reste que le chœur, le transept et une travée de la nef. Elle devait autrefois avoir une longueur de 40 mètres. Une dalle funéraire (de Dame Hebeline ou Hedeline ?) datée de 1295 est déposée à l'intérieur de l'église. Elle provient peut-être de la chapelle du château dédiée à sainte Catherine et détruite en même temps que la forteresse. Il subsiste aussi dans l'église quelques fragments de vitraux du XVIe siècle et un retable du maître-autel représentant six apôtres. Cette œuvre du XVIe siècle est à rapprocher des productions de l'atelier de sculpture du Maître de Chaource, notamment en ce qui concerne le traitement des visages. Une réplique de cette œuvre a été réalisée au XIXe siècle et est exposée dans l'église de Saint-Martin-de-Bossenay.

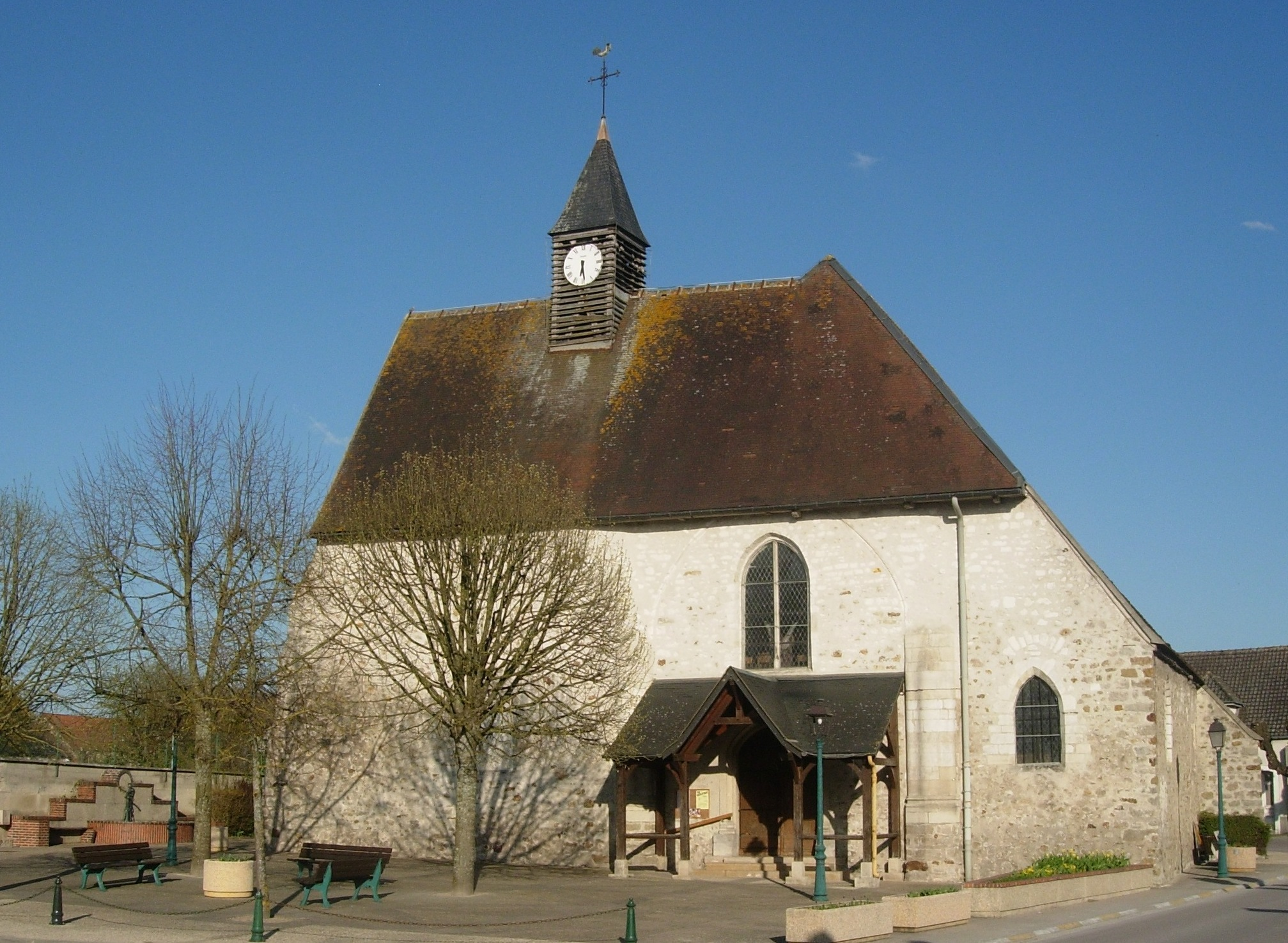
Église de Marigny : depuis la place.
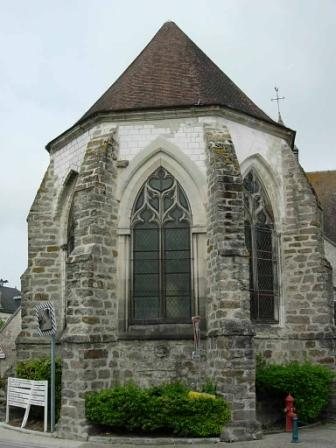
Église de Marigny : chevet.
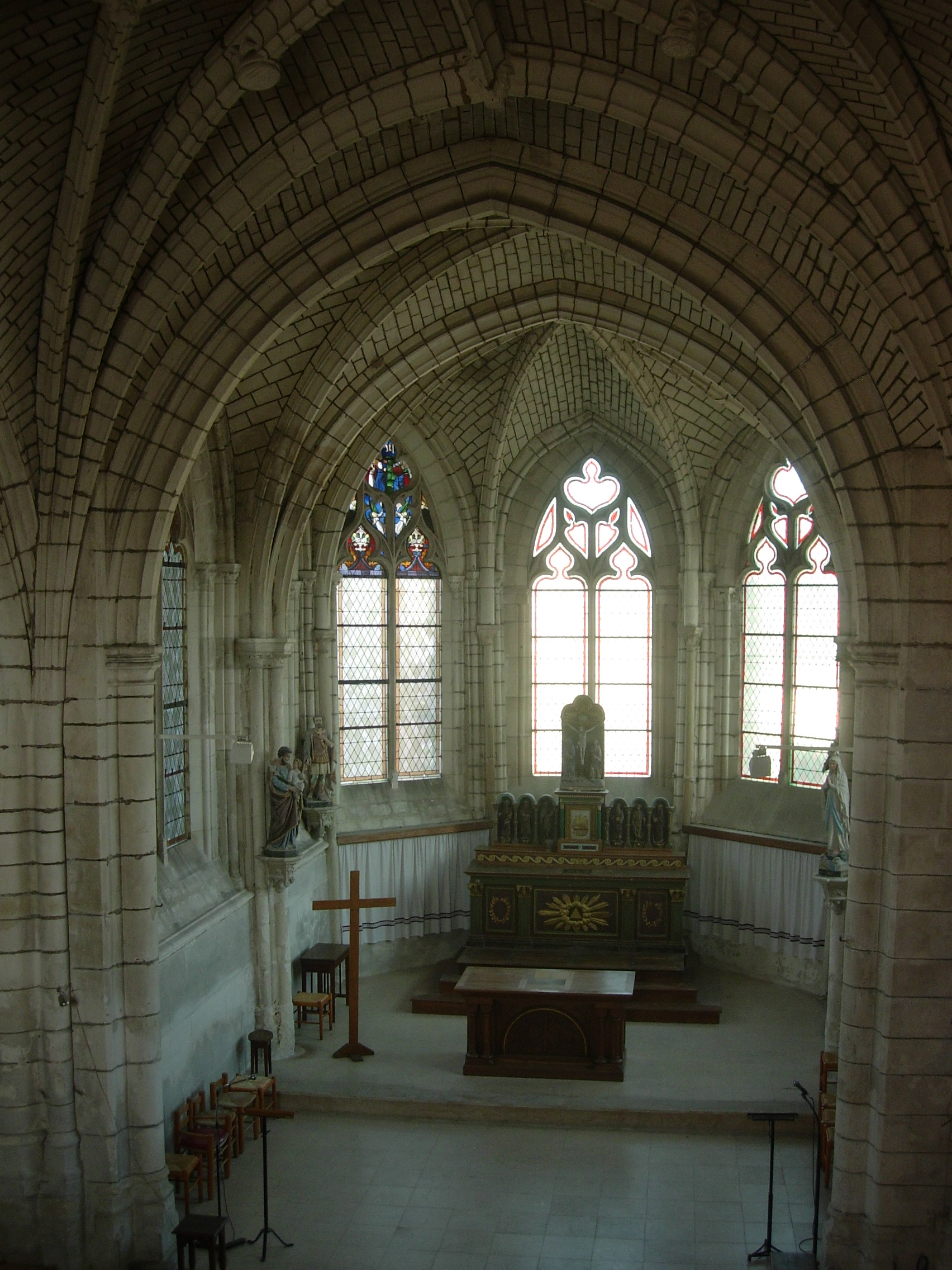
Église de Marigny : vue intérieure depuis la tribune.
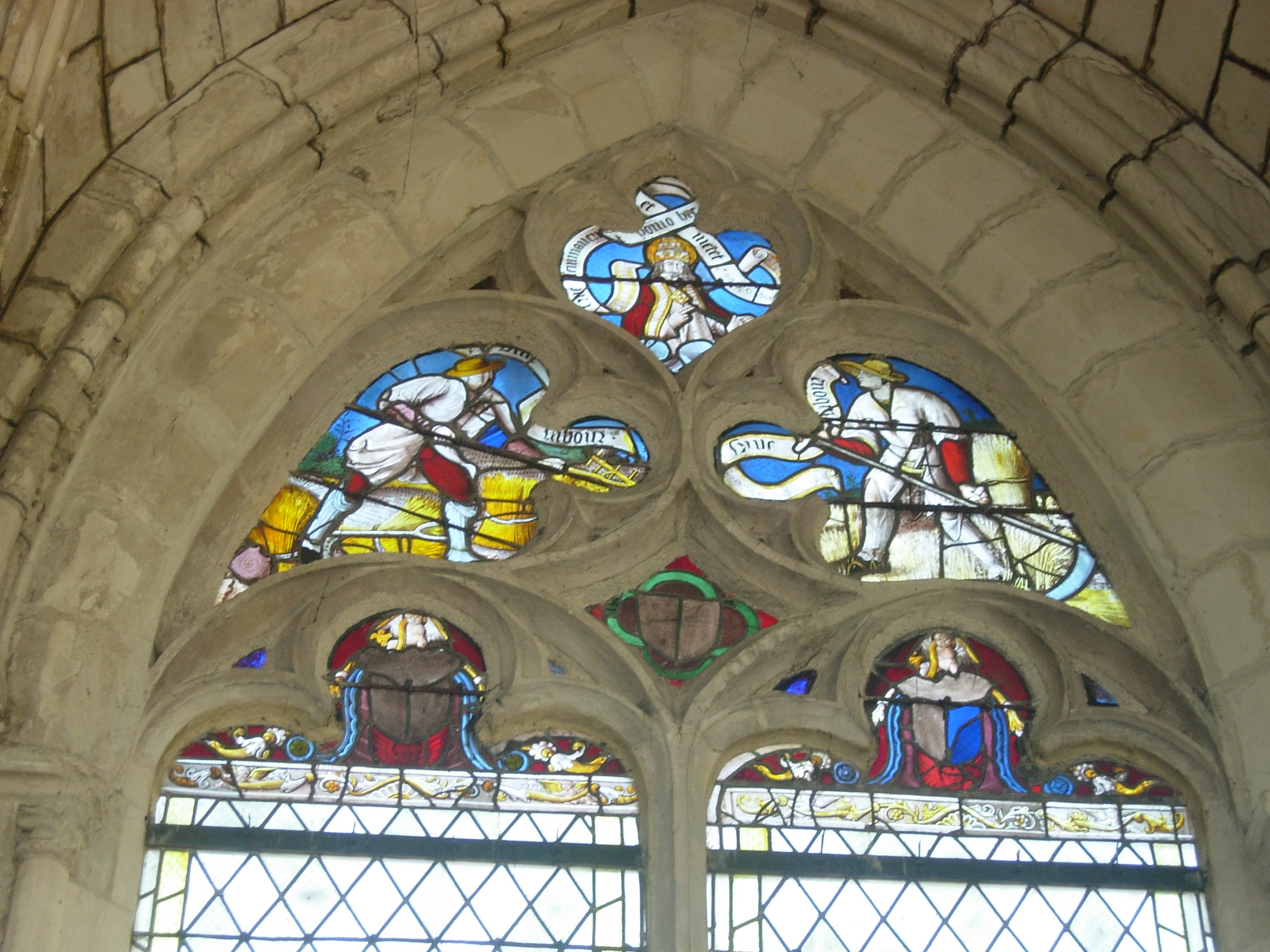
Vitraux du XVIe : les travaux des champs[40].
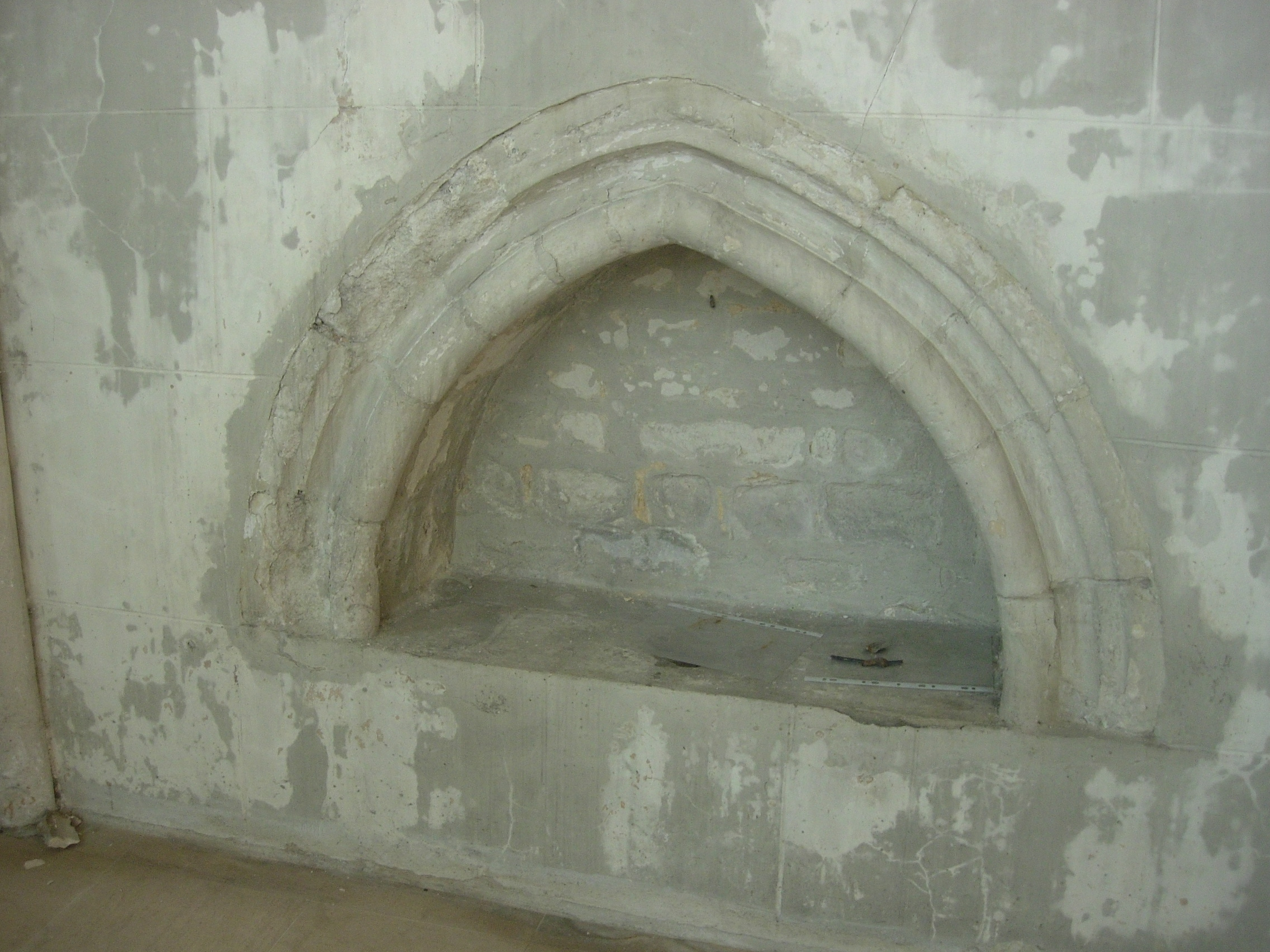
Piscine de l'Église.
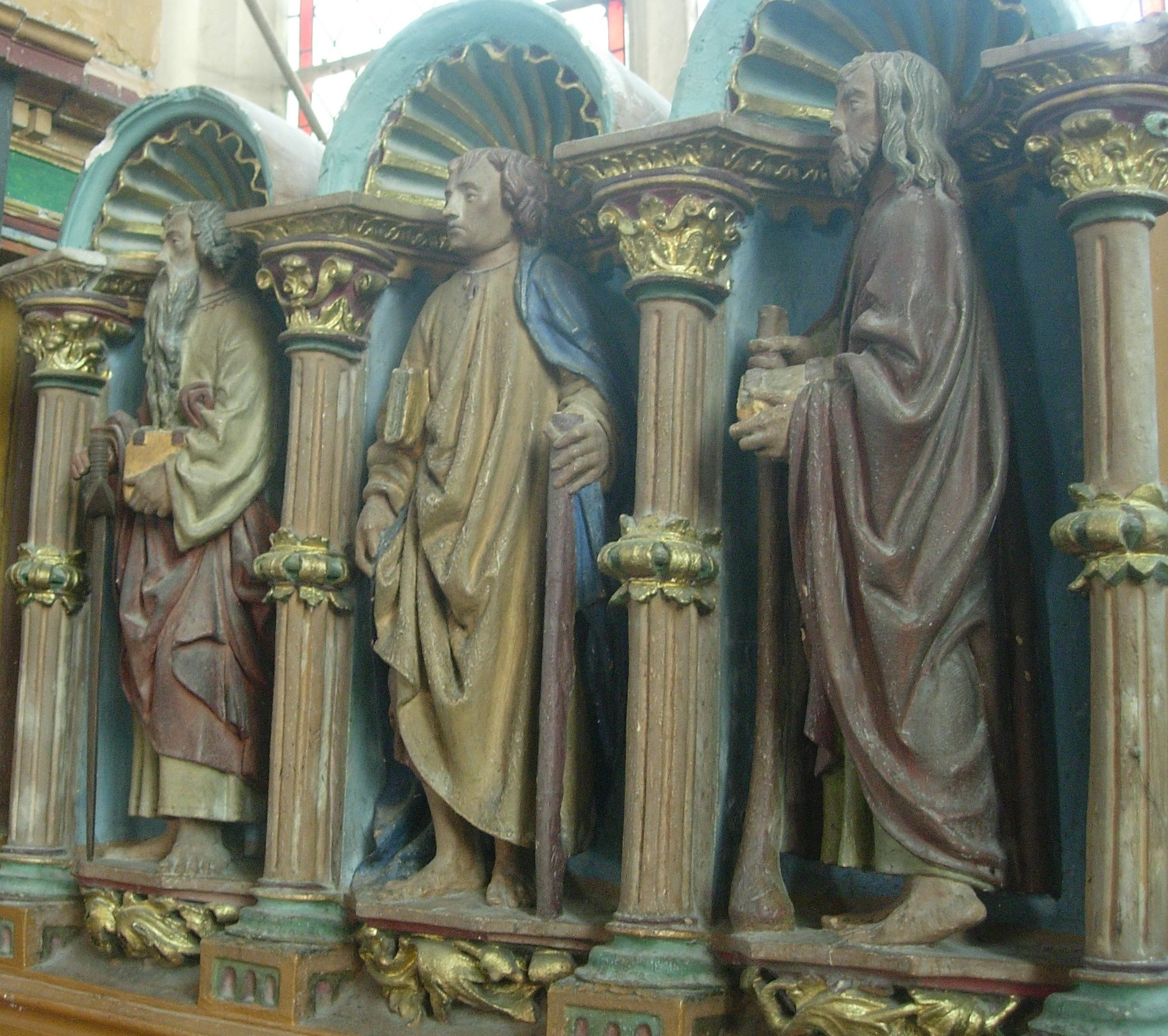
Retable du XVIe (détail).
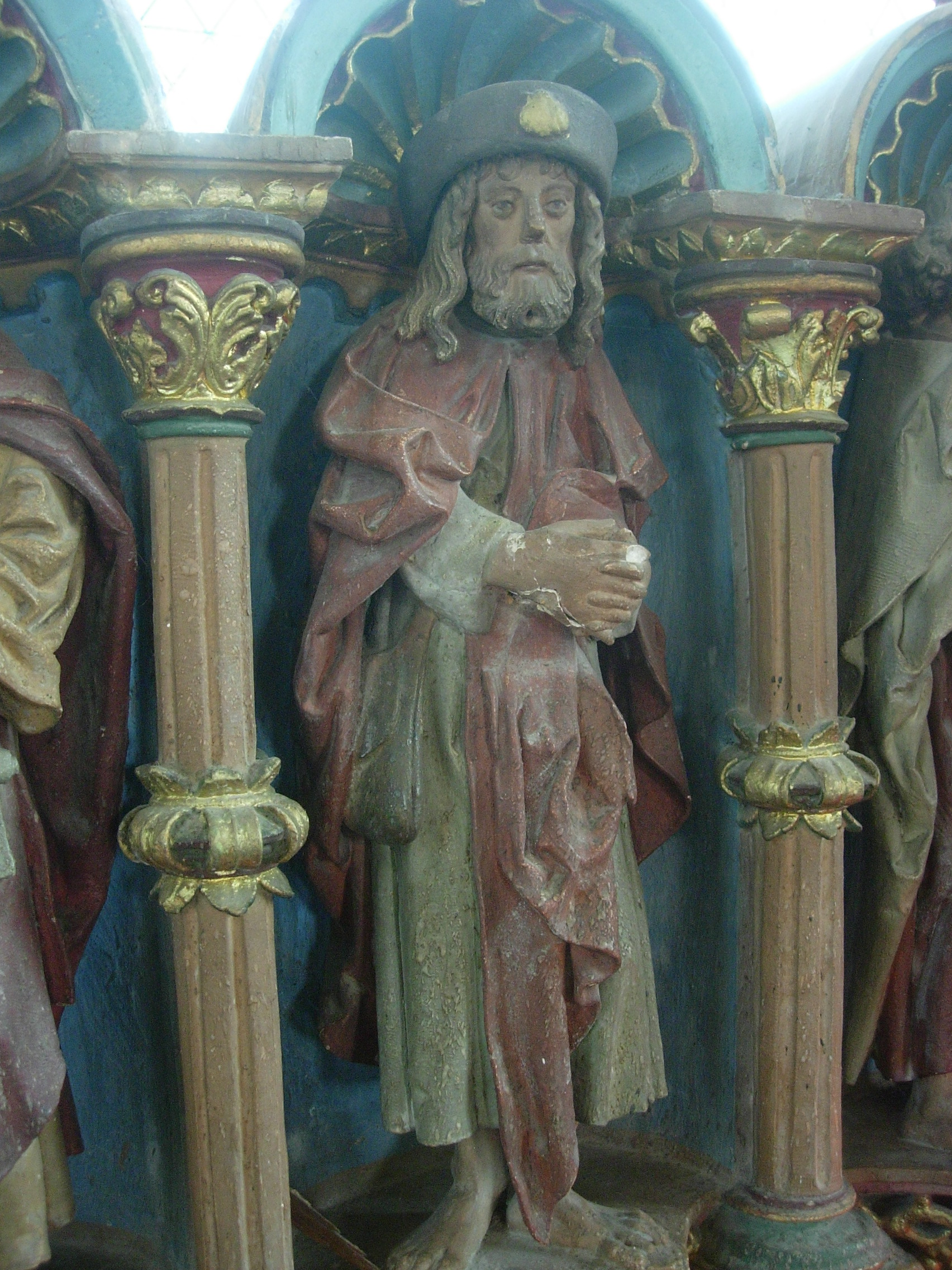
Retable du XVIe : Saint Jacques.
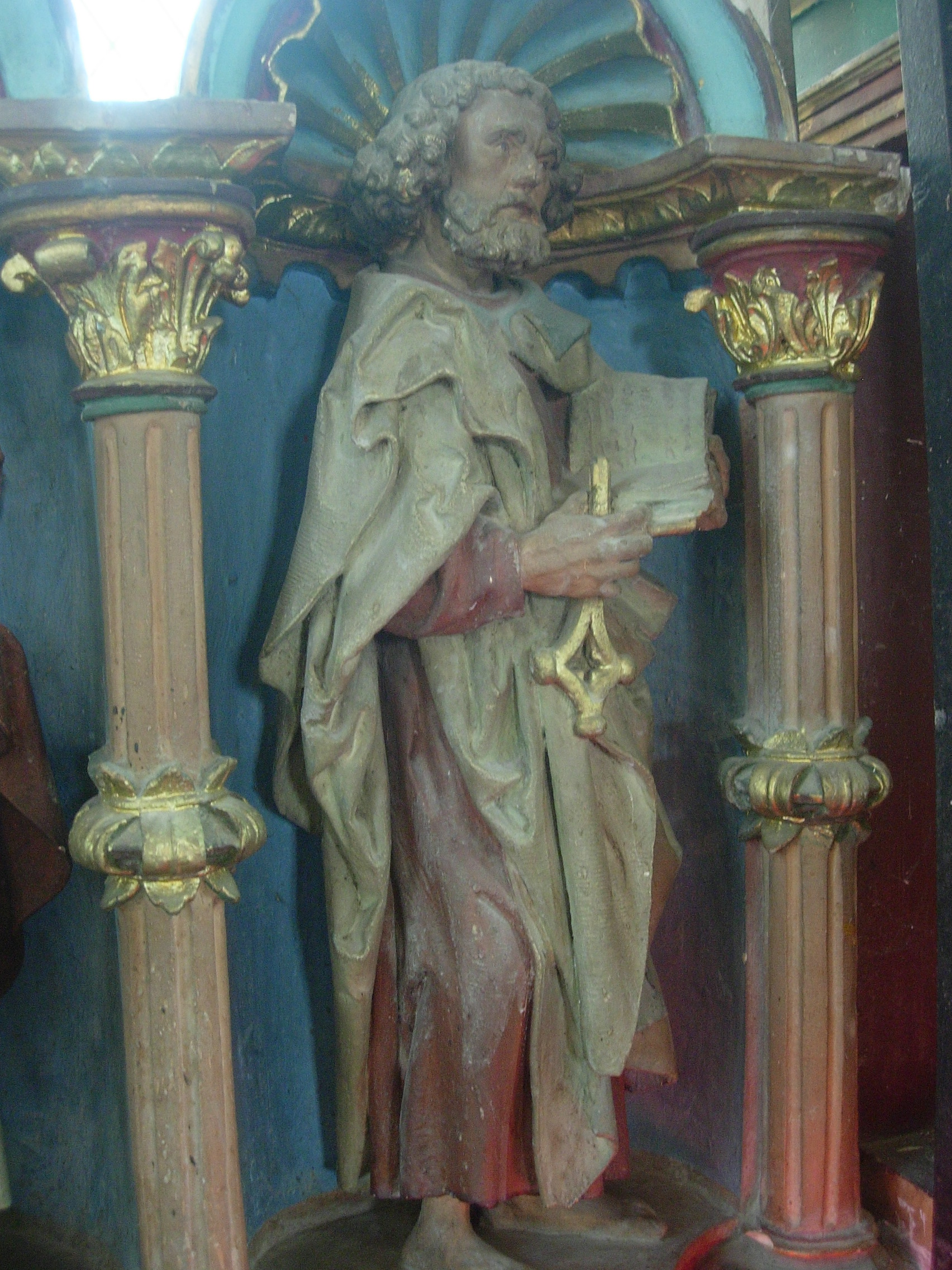
Retable du XVIe : Saint-Pierre.
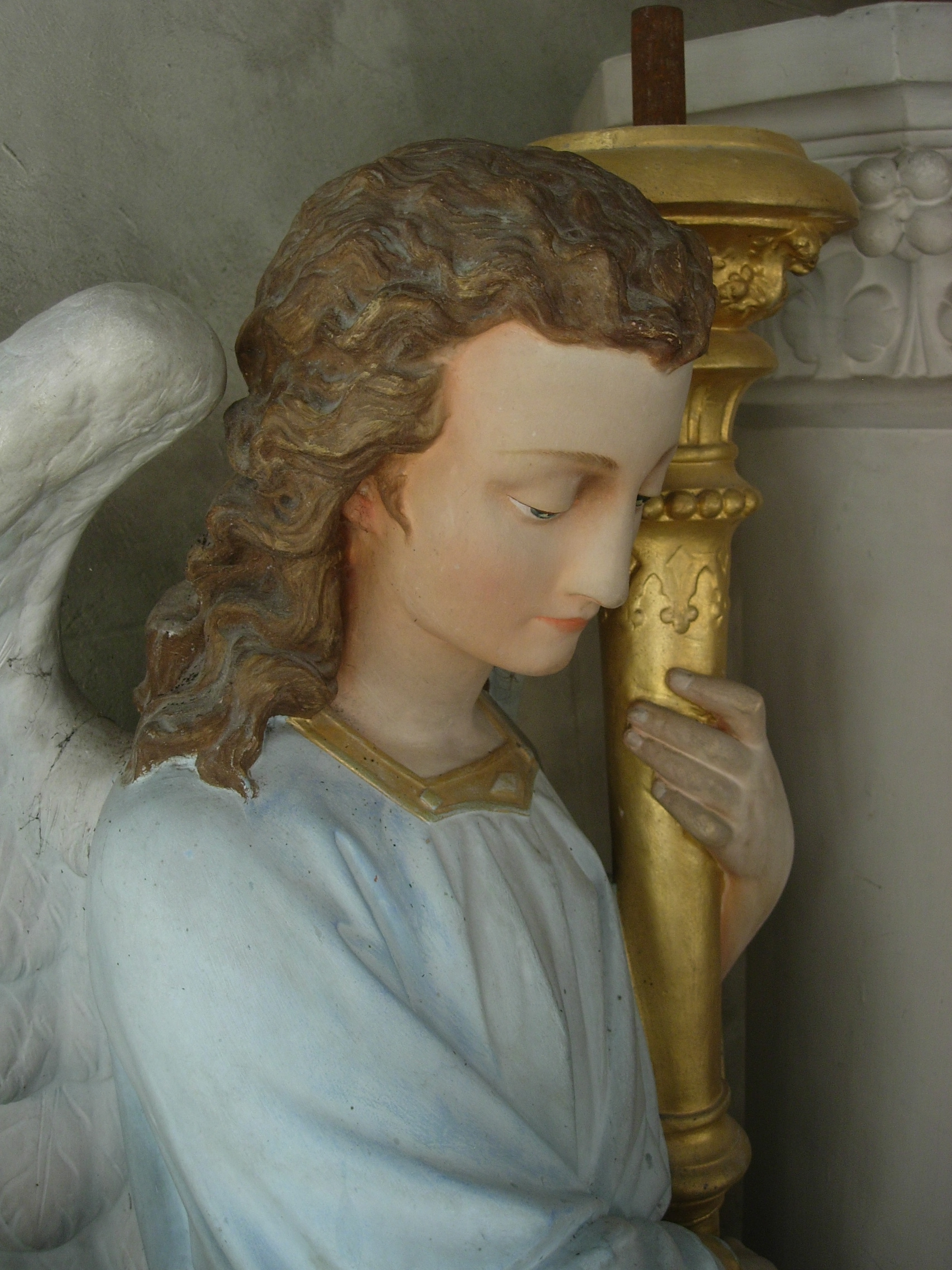
Sculpture du XIXe représentant un ange, œuvre d'une "sainterie".
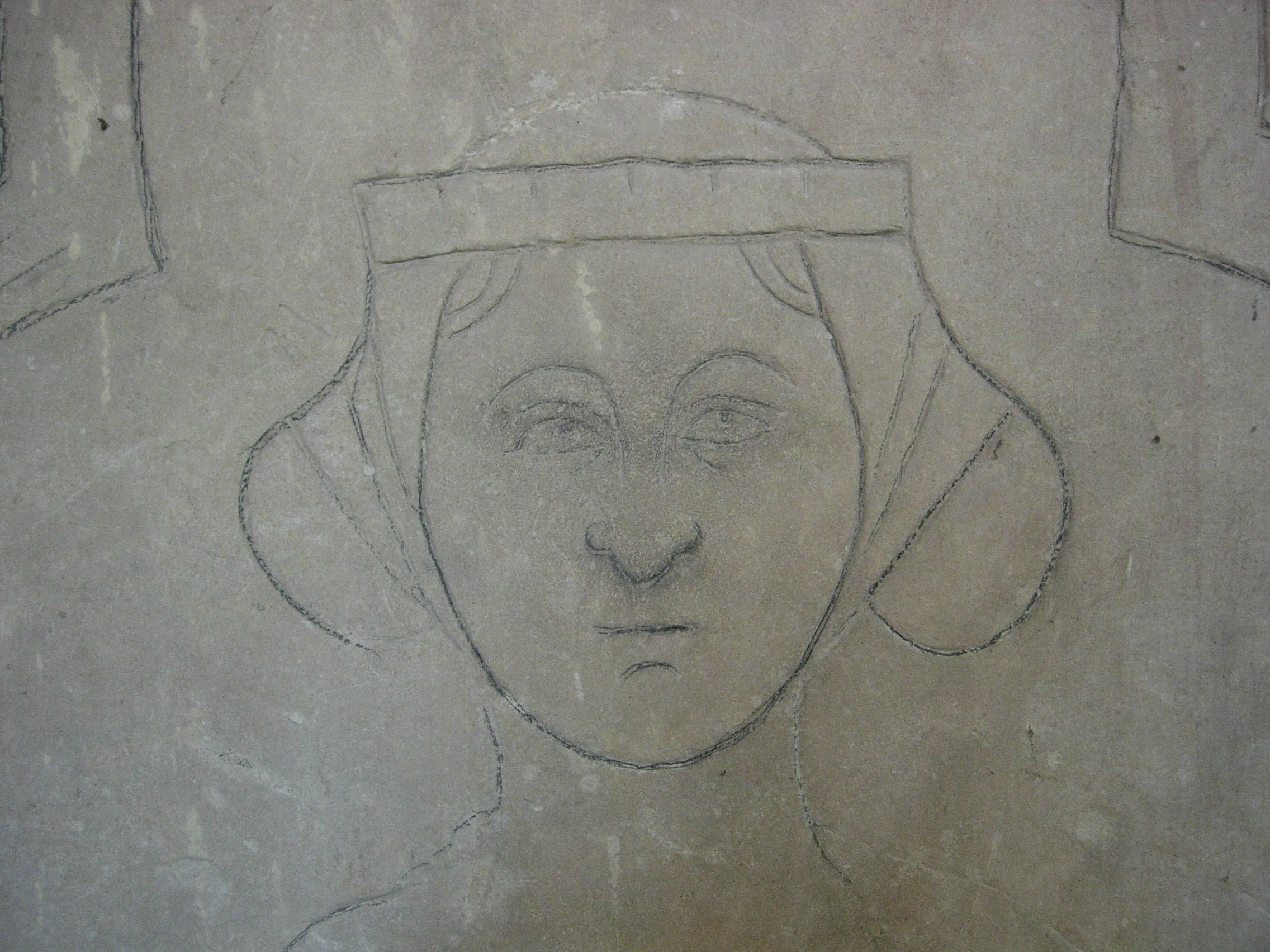
Pierre tombale de Dame Hebeline (XIIIe).
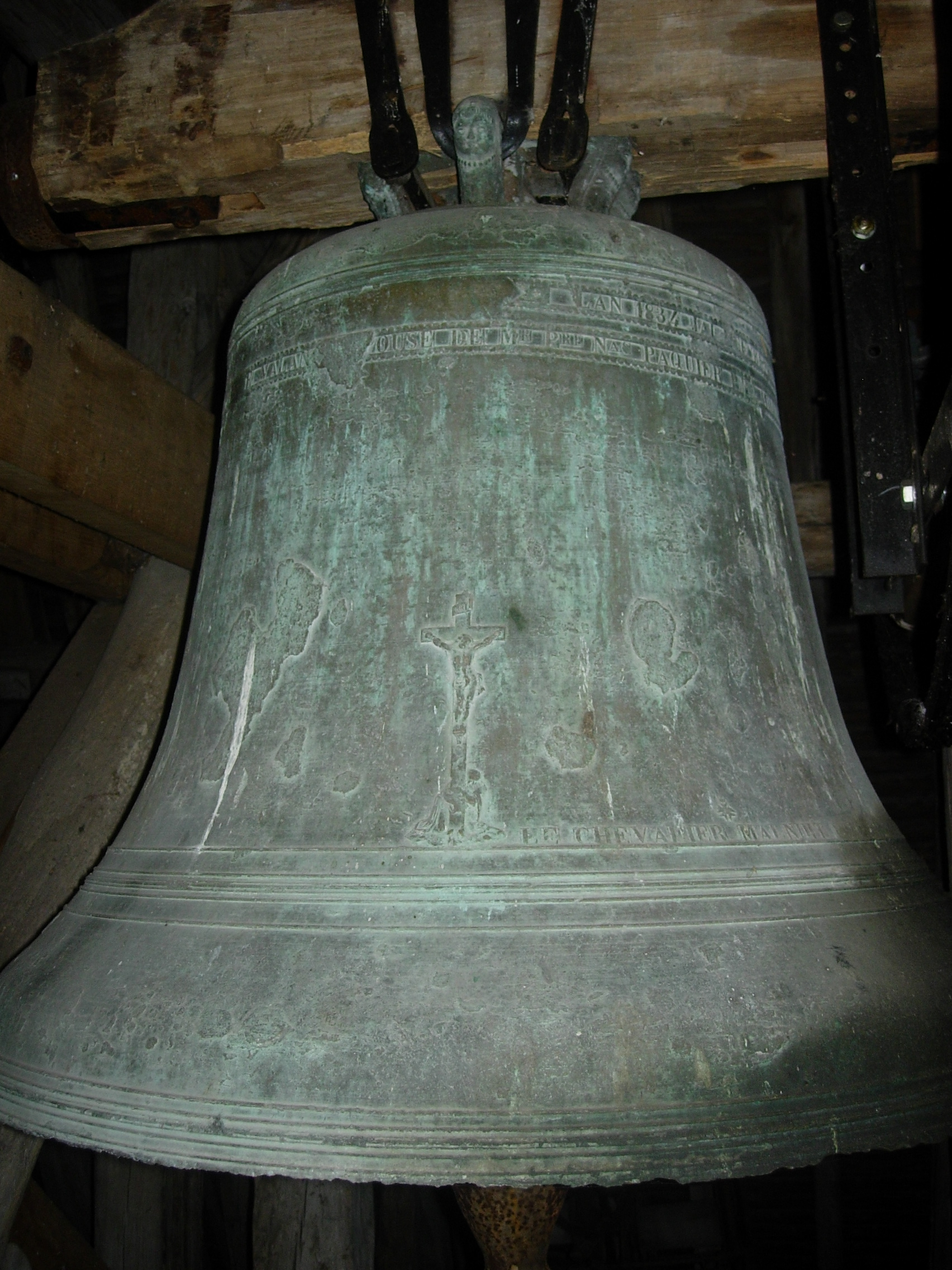
Église de Marigny : cloche.
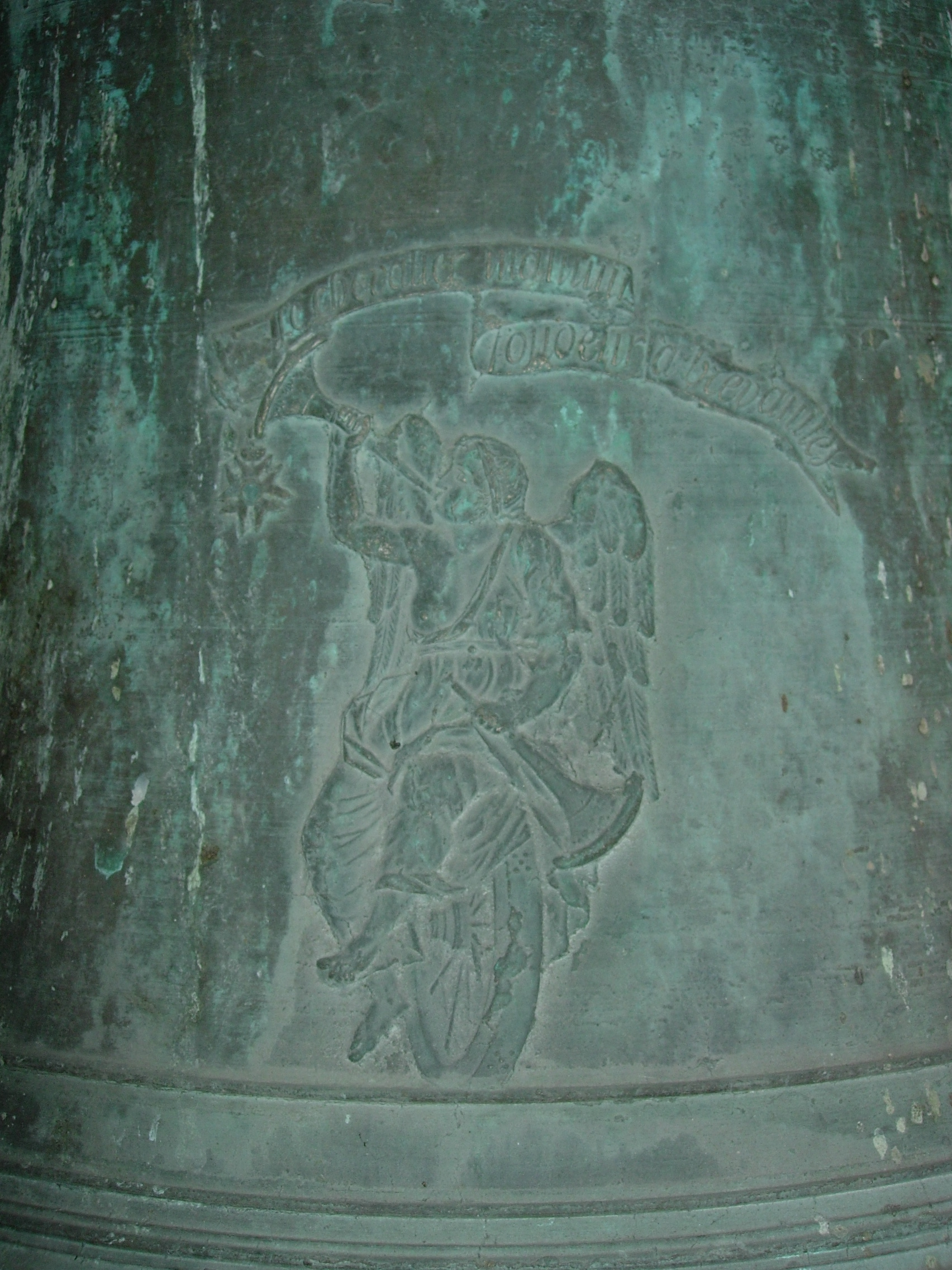
Détail de la cloche.

- Autre galerie à consulter.

### Les lavoirs
Il y avait autrefois au moins quatre lavoirs dans le village le long de l'Ardusson. Deux ont été restaurés. D'un troisième, il n'existe plus que les fondations.

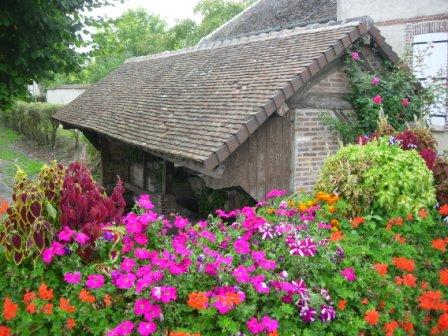
Lavoir rue Pasteur.
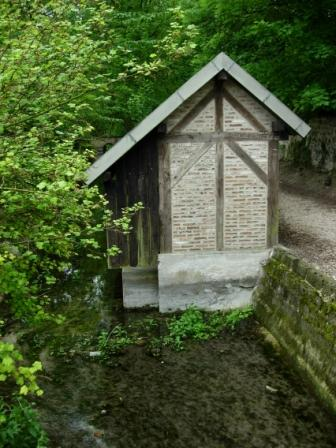
Lavoir rue Roger-Salengro.

### Le monument aux morts

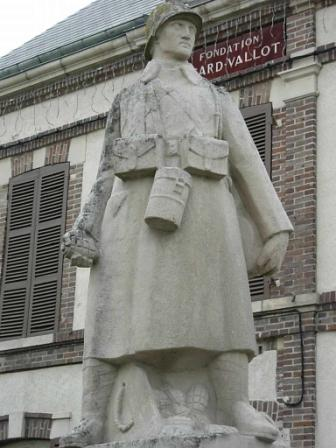
Monument aux morts de Marigny.
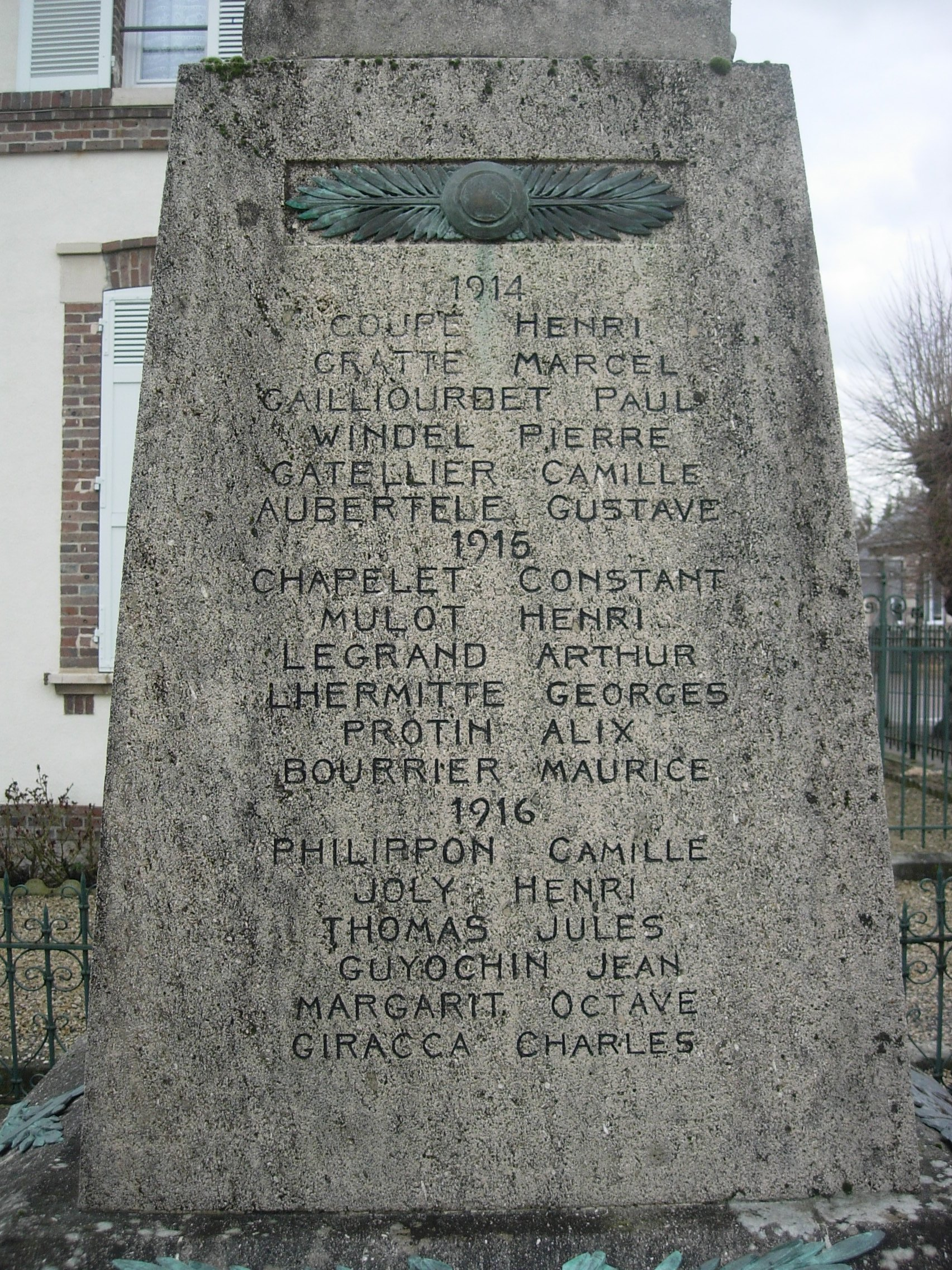
Noms des soldats morts en 1914, 1915 et 1916.
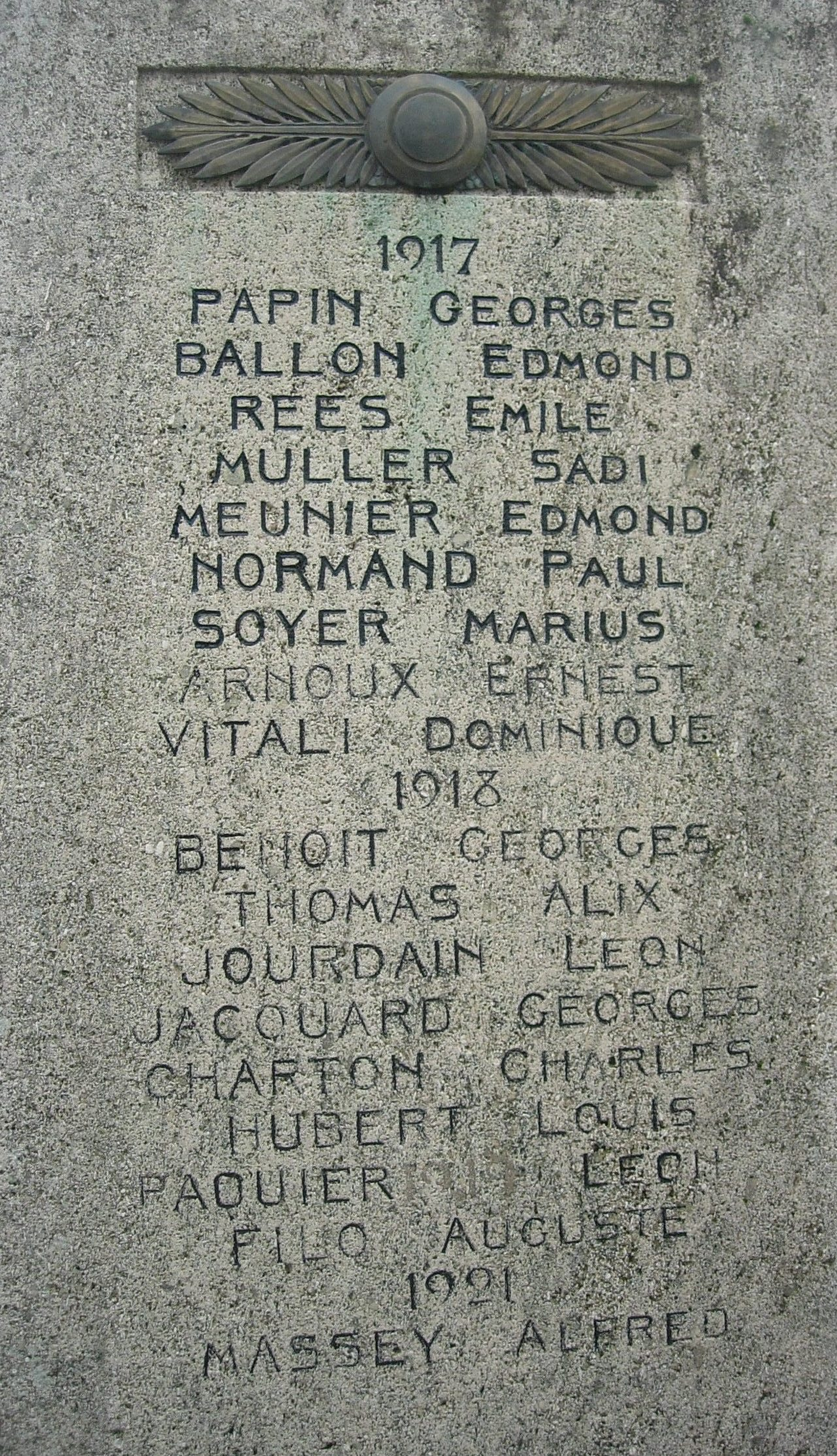
Noms des soldats morts en 1917 et 1918.
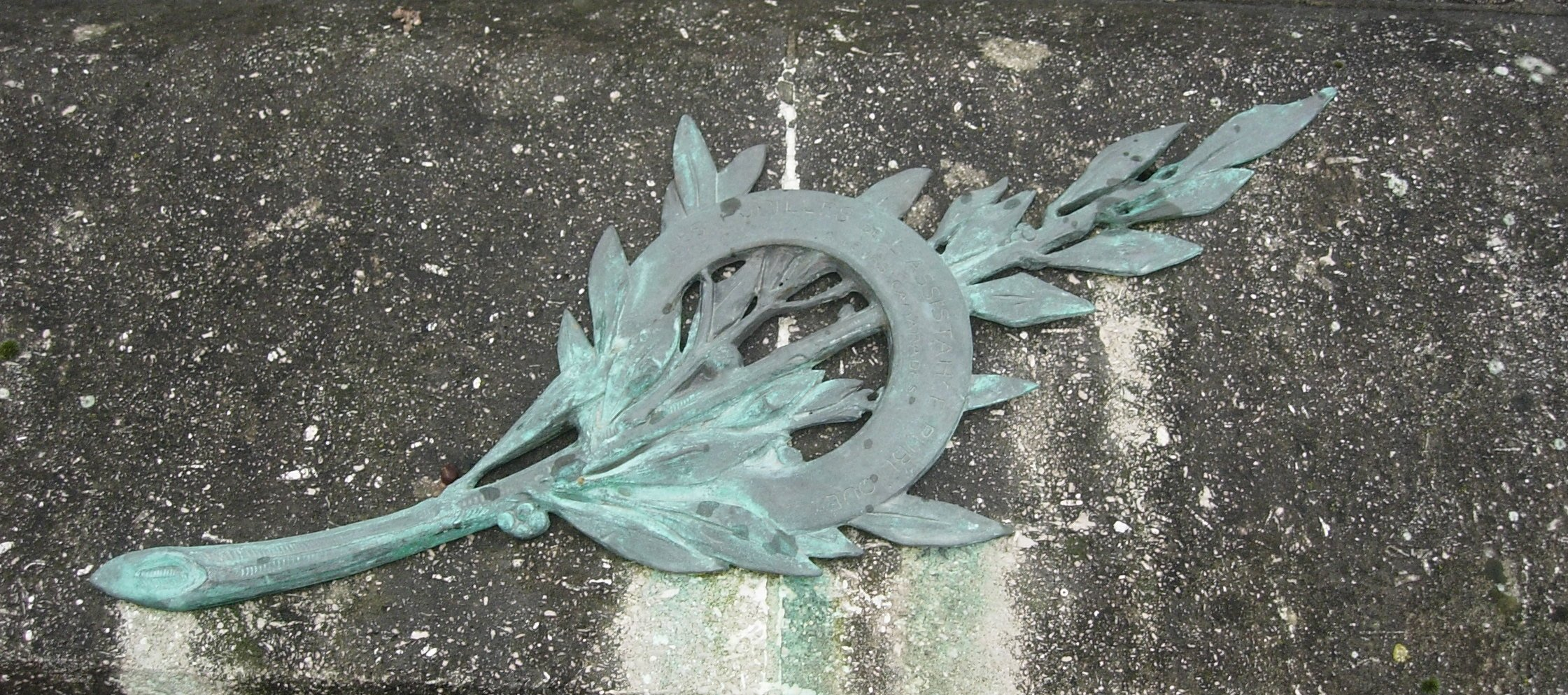
Plaque de l'Assistance publique posée sur le monument aux morts.
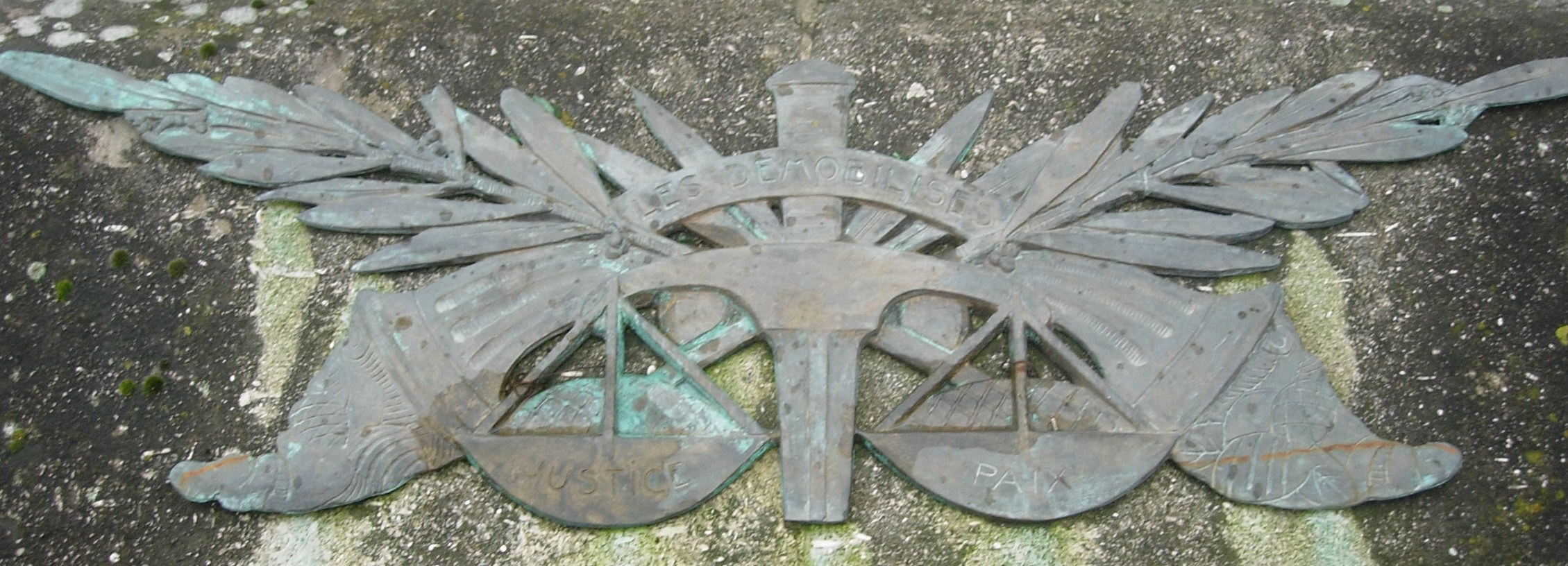
Plaque des démobilisés posée sur le monument aux morts.

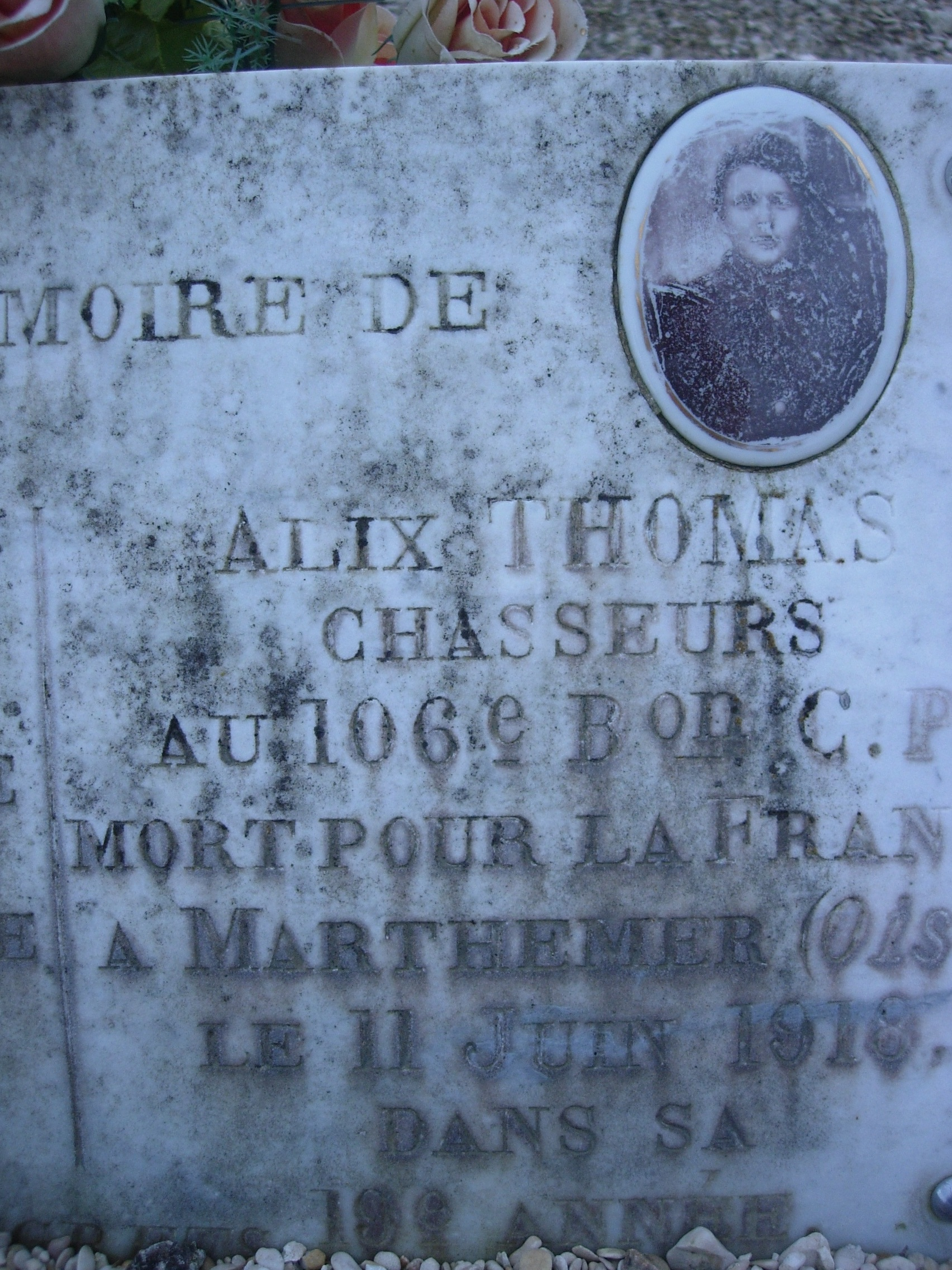
tombe d'Alexis Thomas, cimetière de Marigny-le-Châtel.
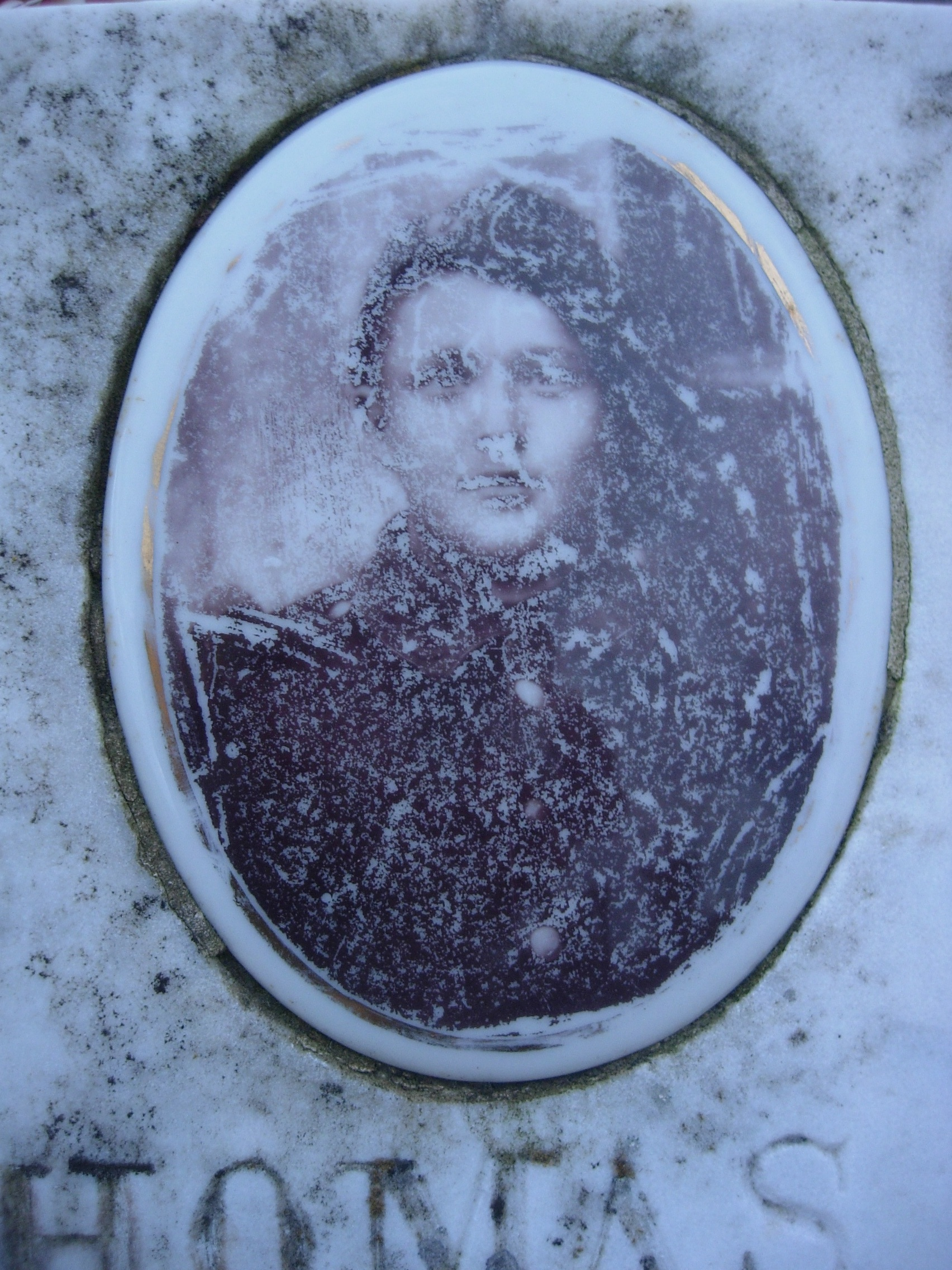
Alexis Thomas
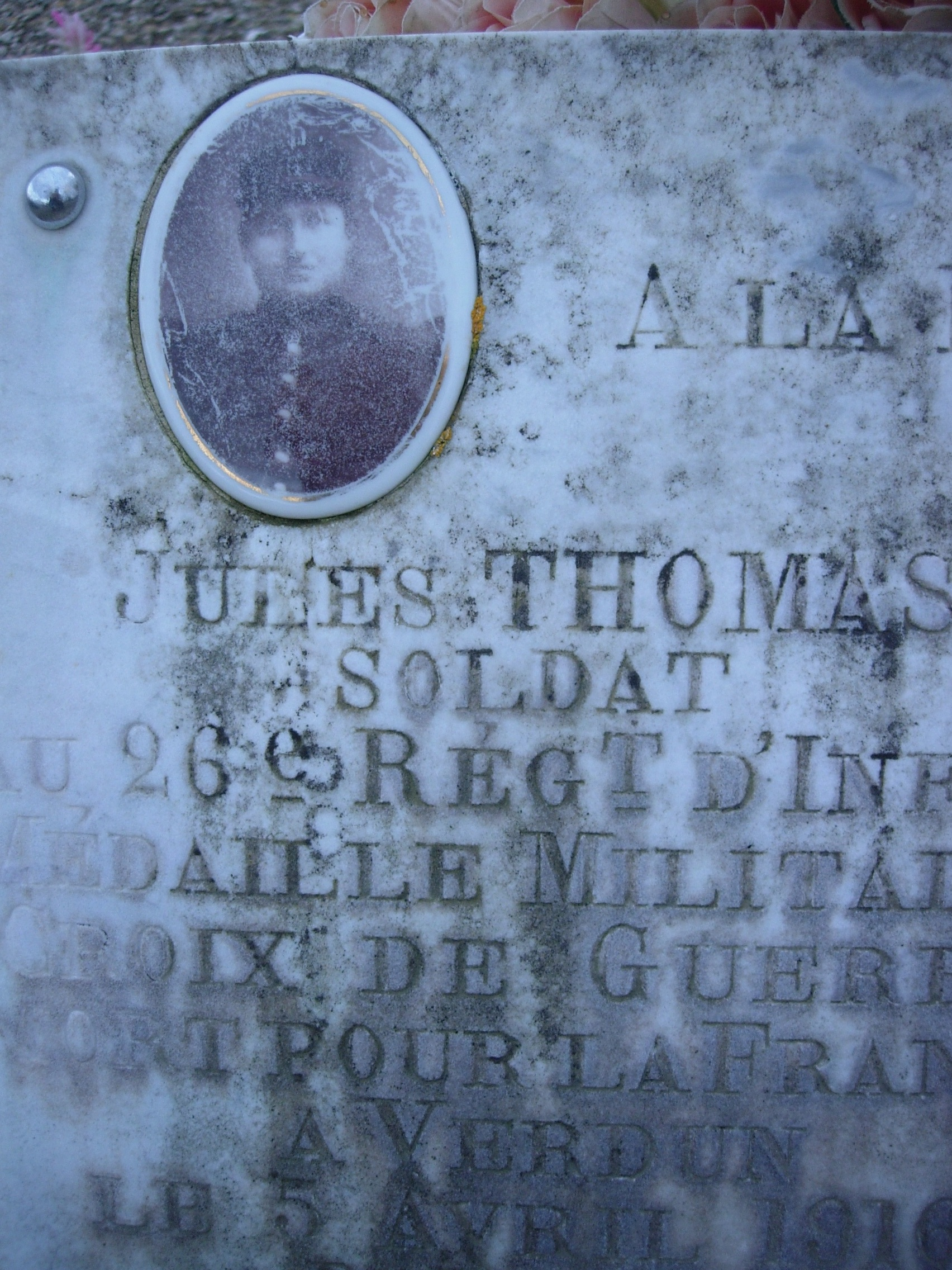
tombe de Jules Thomas, cimetière de Marigny-le-Châtel.
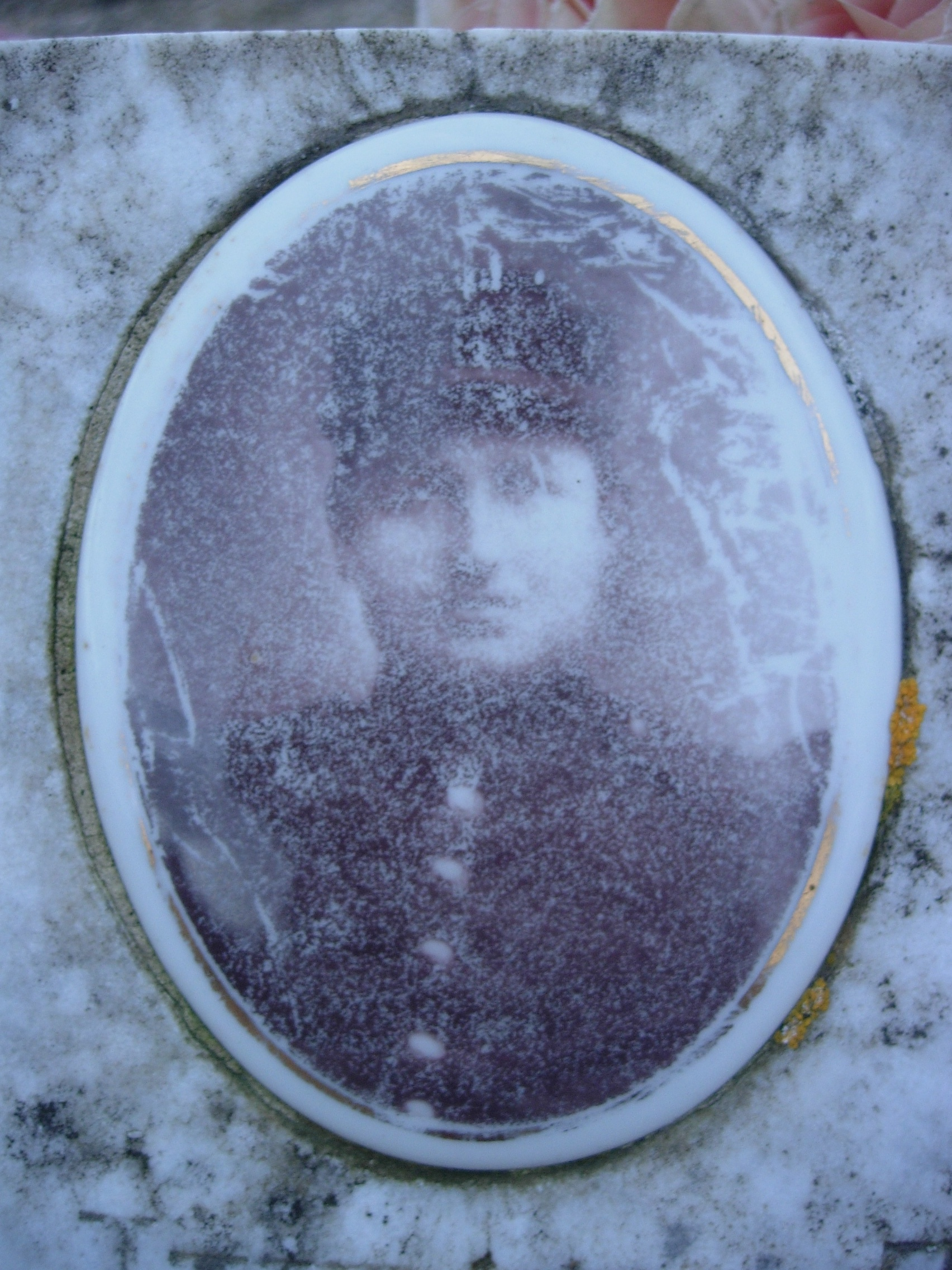
Jules Thomas
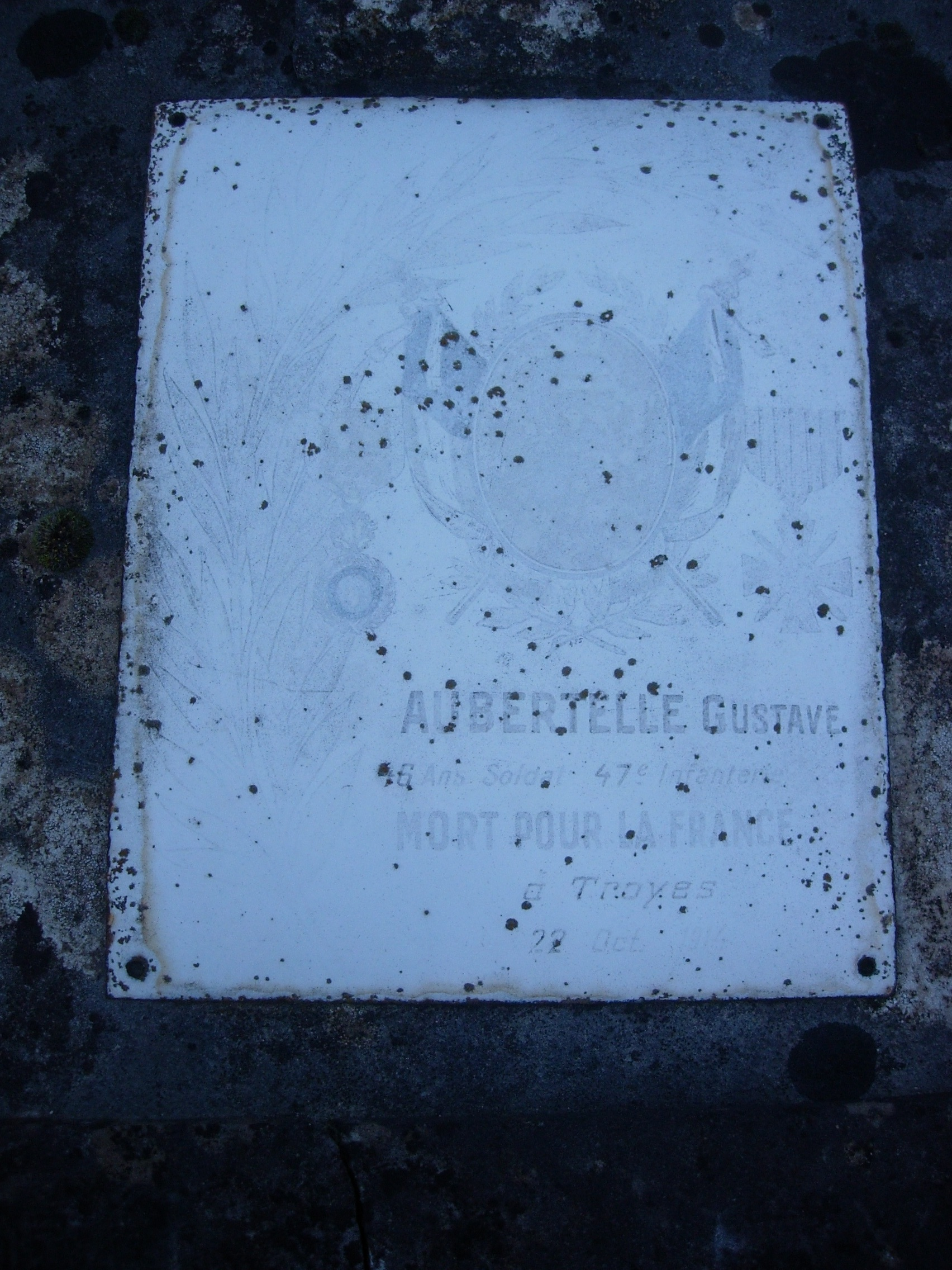
tombe de Gustave Aubertelle
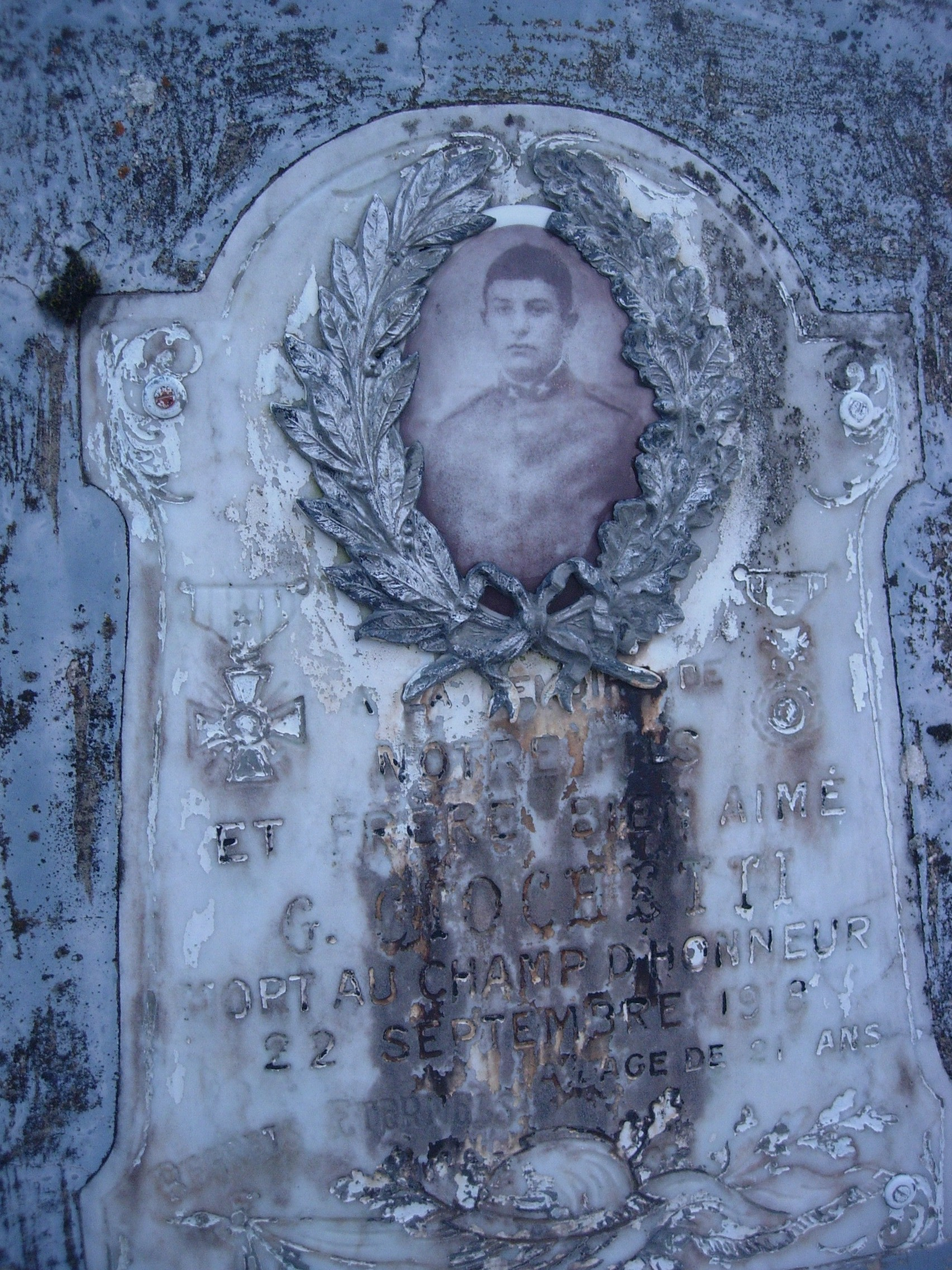
tombe de G. Giochetti, cimetière de Marigny-le-Châtel.

## Hameaux, fermes isolées et lieux-dits
Au cadastre de 1831, figurent les noms de :
1. Bel-Air : ferme isolée aujourd'hui en ruine située entre la ferme de la Belle-Assise et le Moulin Rouge (finage d'Ossey-les-Trois-Maisons).
2. Belle-Assise : ferme isolée détruite par un violent incendie en 1863[47]. Reconstruite depuis.
3. Blin ou Saint-Blin (tour de) : éminence au sud du village d'origine humaine. (époque préhistorique ?)[20]
4. Bourdeau (ou Bourg d'Eau) : au XIXe, hameau de Marigny aussi appelé Faubourg de Provins. Aujourd'hui, la rue du Bourg-d'Eau correspond à l'actuelle rue Georges-Clemenceau.
5. la Garenne : bois représenté sur la carte de Cassini.
6. l'Ile du Hameau : ferme écart aujourd'hui disparue.
7. Juifs (ruelle des) : Cette ruelle située près de l'église existe toujours. Correspond probablement à un ancien quartier juif. Au Moyen Âge, la communauté juive du comté de Champagne était nombreuse et acceptée car elle participait à l'économie et au commerce de la région.
8. la Maladière : Ancienne léproserie dont la construction est attestée en 1238. En 1609, ce n'était déjà plus qu'une pièce de terre à faible rendement constituée d'un pré noyé d'eau. Ce lieu est aussi désigné sous le nom de "Pré aux Ladres".
9. la Potence : ancien lieu des exécutions publiques.
10. Sainte-Catherine : ancienne chapelle du château. La voie Sainte-Catherine sépare les finages de Marigny et Ossey-les-Trois-Maisons

Aujourd'hui, les lieux-dits recensés sur la carte IGN sont : Vallée de Presle ; Vallée de la Mule ; Ferme de Belle Assise ; Ferme de Bel Ai r; la Piège ; le Piège ; la Glacière ; l’Étang ; la Ferme du Moulin ; les Trous de Beaulieu ; le Champsaur ; la Pierre Creuse ; le chemin de la Pèze ; le Pont du Rion ; Lls Marnes ;lL’Épine Gérard ; le Haut de l’Épine Gérard ; la Claie aux Richards ; la Saussaie à Jollier ; le Champ du Pare ;lLes Trois Mottats ; Cher Temps  Fosse Chaudron ; Pille-Pille ; le Dîmage ;lLe Terrage ; les Fontaines ; le Chemin des Trois-Maisons ;lLa Garenne ;lLes Roises.

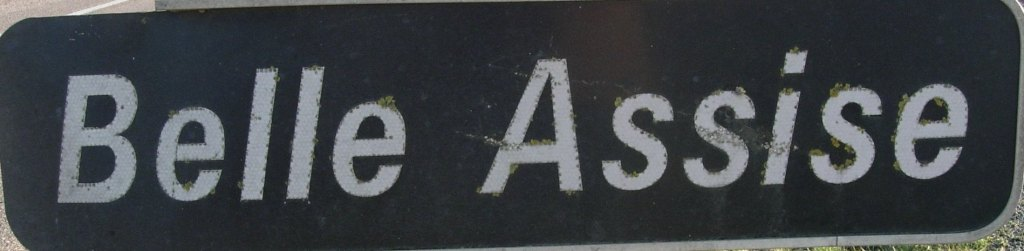
La Belle Assise

- Certains de ces toponymes se rapportent au passé de la commune. Ainsi la Pierre Creuse fait probablement référence à un mégalithe disparu car d'autres monuments préhistoriques de la région portent ce nom. Le lieu les Trois Mottas, situé dans la région la plus plate de la commune, sont sans doute une référence à d'anciens tumulus. Les voies romaines se retrouvent dans le chemin des Trois-Maisons et le chemin de la Pèze. Enfin les Roises désignent les anciens bassins de rouissage du chanvre.

D'autres lieux font référence à la nature du sol (les Marnes) ou sa végétation (l’Épine Gérard ; la Saussaie…).
Liste des rues de Marigny-le-Châtel

## Personnalités liées à la commune
- Garnier II de Traînel (c. 1130 - 1194) premier seigneur de Marigny qui participa à la deuxième croisade[49].
- Bernard Laurent (1921-1994), maire, ancien président du conseil général de l'Aube, et ancien membre de l'Assemblée nationale et du Sénat[50].

## Équipements
- La bibliothèque : située 2 rue Roger-Salengro au-dessus du Pôle médical (était anciennement située sur la place de l’Église, dans l'un des plus vieux bâtiments de la commune, un ancien corps de ferme), elle est ouverte les mardis, mercredis, jeudi, vendredis et samedis matin. Elle est en réseau avec la Médiathèque départementale de l'Aube. Ainsi, grâce aux services de la navette de cette dernière, il est possible de lire un livre même si celui-ci ne se trouvait pas, au départ, à Marigny-le-Châtel[51].
- La salle de l'Espérance.
- La salle polyvalente, plus grande que la salle de l'Espérance, sert aussi de cantine pour les enfants des écoles maternelle et élémentaire du village.
- Diverses salles utilisées par les associations pour des activités de loisirs ou culturelles, dont la MJP-MPT de Marigny-St Flavy.
- Maison de services publics et de l'emploi : de vocation intercommunale, elle dépend de la Communauté de Communes de l'Orvin et de l'Ardusson et intègre le réseau des Maisons de Services au Public (MSAP), bientôt France Services. Elle abrite également les activités de diverses associations ou collectivités partenaires parmi lesquelles l’A.D.M.R., la DIDAMS (assistante sociale, consultation PMI), des permanences de la Mission Locale du Nord-Ouest Aubois.
- Le gymnase Bernard-Laurent et la Salle d'Arts Martiaux (dojo), gérés par la Communauté de Communes de l'Orvin et de l'Ardusson.
- Le stade municipal Laurent-Gilotte (football - athlétisme).
- Le terrain de tennis.
- Une aire de loisirs avec jeux et skatepark.
- Un terrain de moto-cross entretenu et animé par le club MC Marigny.

## Économie
- L'agriculture, comme dans tous les villages de Champagne crayeuse est une activité importante. Des fêtes sont parfois organisées comme en témoignent ces photos de Agriculteurs graine d'avenir prises en avril 2007. Les céréales (comme le blé, l'orge ou l'escourgeon), les betteraves, la luzerne, la pomme de terre, le chanvre sont les principales plantes cultivées dans les champs. D'autres variétés viennent diversifier les assolements : tournesol, pavot, fétuque, parfois aussi lin, moutarde, phacélie… Mais cette activité concerne une faible part de la population du village.
- Les commerces sont nombreux et variés à Marigny-le-Châtel : deux boulangers, un boucher-traiteur, un fleuriste, trois coiffeurs… Il faut aussi compter sur un café qui fait aussi restaurant et hôtel et libraire, une agence de communication Lenikraphisme.com un kebab, une pizzeria et un Intermarché Contact. Des commerçants ambulants ou stationnant sur la place du village diversifient l'offre : poissonnier, vendeur de pizzas. Un petit marché se tient tous les dimanches matin sur la place de l'église.
- Des artisans exercent aussi leurs métiers dans le village (garagistes, peintre, menuisier-plaquiste) ou les environs.
- La profession médicale est représentée par trois médecins généralistes, une pharmacie, un cabinet composé de trois infirmières libérales, deux kinésithérapeutes associés d'une pédicure - podologue, d'une diététicienne, une psychologue et d'une orthophoniste ils sont tous réunis dans la nouvelle maison médicale depuis décembre 2014. Cette offre est maintenant complétée par un magasin réunissant un opticien et un audioprothésiste.
- Mais l'économie c'est aussi les entreprises. Si la bonneterie n'est plus pratiquée dans le village, le nom de Marigny-le-Châtel a longtemps été associé à la reliure avec la SIRC. Malheureusement cette société, l'une des plus importantes d'Europe, était en perte de vitesse. Elle vient d'être reprise après un plan social lourd (licenciements[52] suivis d'une reprise de l'activité[53]). Cette entreprise présente depuis 1945 et a fermé ses portes le 10 novembre 2015 après avoir été placée en redressement judiciaire depuis le 6 octobre 2015, l’administrateur judiciaire de la Société Industrielle de Reliure et de Cartonnage a demandé la liquidation judiciaire sans poursuite d’activités au tribunal de commerce de Troyes, cette entreprise comptait 88 salariés au moment de sa fermeture. (Source l'Est Éclair)

## Faune et flore de Marigny
- Liste des oiseaux observés à Marigny-le-Châtel